# La Louvière
Pour les articles homonymes, voir La Louvière (homonymie).
La Louvière (/la lu.vjɛʁ/ ; en wallon : El Lovire) est une ville francophone de Belgique. Elle se situe en Wallonie dans la province de Hainaut. Elle est surnommée la « cité des Loups »,,.
La ville de La Louvière a été érigée par la séparation de la commune de Saint-Vaast, officiellement signée et décidée par la loi du 10 avril 1869. La Louvière est fille de la révolution industrielle ; c'est en effet le développement des industries lourdes (sidérurgie notamment) qui a entrainé son extension et son érection en commune distincte.
La Louvière comptait 23 052 habitants avant la fusion des communes de 1977.

## Étymologie
La Louvière était le nom d'une ferme (La Grande Louvière, dont la chapelle est encore visible) construite sur le territoire de Saint-Vaast, qui allait donner naissance, par la suite, à la ville actuelle de La Louvière. Ce nom est toutefois le résultat de nombreuses évolutions.
L'abbaye d'Aulne possédait, sur les deux rives du Thiriau, de vastes propriétés mentionnées dans les chartes du XIIe siècle sous les noms de Menaulu ou Meneilut. Ce terme roman (meigne au leu : repère du loup) a été transformé en latin en Luperia en 1157, puis en Lovaria en 1168. Retraduit en roman, il est devenu Lovière en 1217, Le Lovière en 1284, pour finalement donner le nom La Louvière. À cette époque, le territoire actuel de La Louvière faisait partie de l'ancienne forêt charbonnière, un lieu sombre et sauvage, idéal pour les loups et le gibier chassé par les seigneurs de l'époque.

## Géographie

### Situation
La Louvière est située dans la Région du Centre, entre le Borinage et le Pays de Charleroi dans la province de Hainaut.

### Sections de commune
| #  | Nom                 | Superf. (km2) | Habitants (2020) | Habitants par km2 | Code INS |
| -- | ------------------- | ------------- | ---------------- | ----------------- | -------- |
| 1  | La Louvière         | 8,74          | 21.820           | 2.496             | 58001A   |
| 2  | Haine-Saint-Pierre  | 5,07          | 7.761            | 1.530             | 58001B   |
| 3  | Haine-Saint-Paul    | 3,82          | 7.369            | 1.929             | 58001C   |
| 4  | Saint-Vaast         | 4,55          | 6.272            | 1.380             | 58001D   |
| 5  | Trivières           | 7,45          | 3.936            | 528               | 58001E   |
| 6  | Maurage             | 6,20          | 5.196            | 838               | 58001F   |
| 7  | Boussoit            | 1,63          | 1.159            | 712               | 58001G   |
| 8  | Strépy-Bracquegnies | 7,51          | 8.890            | 1.183             | 58001H   |
| 9  | Houdeng-Aimeries    | 7,78          | 7.648            | 984               | 58001J   |
| 10 | Houdeng-Gœgnies     | 8,83          | 8.963            | 1.015             | 58001K   |
| 11 | Besonrieux          | 2,74          | 1.934            | 707               | 58001L   |

### Communes limitrophes
| Le Rœulx |             | Seneffe    |
| Mons     | La Louvière | Manage     |
|          | Binche      | Morlanwelz |

### Climat
Le climat de la région de La Louvière est un climat tempéré océanique, comme pour l’ensemble de la partie occidentale de la Belgique, cela grâce à la proximité de l’océan Atlantique qui régule le temps grâce à l’inertie calorifique de ses eaux. Le climat peut être influencé par des zones humides et douces en provenance de l’océan, mais aussi par des zones sèches (chaudes en été et froides en hiver) en provenance de l’intérieur du continent européen.
| Mois                                    | J    | F   | M   | A   | M    | J    | J    | A    | S    | O    | N   | D   | Moyenne annuelle |
| --------------------------------------- | ---- | --- | --- | --- | ---- | ---- | ---- | ---- | ---- | ---- | --- | --- | ---------------- |
| Températures (°C) (sous abri, moyennes) | -0,4 | 2,7 | 6,4 | 8,5 | 12,9 | 17,7 | 20,6 | 16,9 | 14,3 | 11,2 | 6,9 | 0,2 | 9,8              |
| Précipitations (hauteur moyenne en mm)  | 36   | 100 | 49  | 54  | 66   | 72   | 78   | 76   | 70   | 70   | 66  | 46  | 783              |

### Géographie physique

#### Relief
Le relief de La Louvière, qui s'accentue progressivement de l'ouest à l'est, ressemble à un toit dont les gouttières sont le Thiriau du Luc et le Rieu de Baume. Une coupe suivant la route de Mons à Nivelles, du pont Capitte à Haut de Baume, montre une ligne partant de 105 mètres d'altitude, montant doucement, redescendant à 105 mètres, puis s'élevant assez abruptement cinquante mètres au-dessus du point de départ. Une autre coupe, reliant les points extrêmes nord et sud, trace une ligne débutant à 135 mètres d'altitude au nord, descendant à 125 puis à 115 mètres, remontant légèrement, descendant brusquement, remontant à 125 mètres avant une forte pente jusqu'à 105 mètres. À l'ouest, près du Thiriau du Luc, s'étend une bande de terrain à 105 mètres d'altitude. Des terres en dessous de 115 mètres se trouvent près du ruisseau de Houssu, au sud-est de La Louvière. Les terrains à 115 mètres d'altitude couvrent les zones ouest et sud, tandis que ceux situés entre 115 et 125 mètres occupent une grande superficie, en transition entre les régions de 115 mètres et les terres de 125 mètres, qui forment le centre, l'est et le nord.
À mesure que l'on descend dans les couches profondes, le sol devient de plus en plus composé de grès et de schiste. Entre 680 mètres et 812 mètres de profondeur, le sol est constitué uniquement de schiste et de houille. Sur une profondeur de 0 à 812 mètres, on compte 24 couches de houille, avec une épaisseur variant entre 0,3 mètre et 1 mètre. Les inclinaisons des couches se situent entre 23 et 27 degrés.

#### Géologie
La couche supérieure du sol est composée d'argile ou de limon provenant des plaines moyennes, vestige d'une ancienne inondation. Ce limon se divise en deux couches distinctes lorsqu'il est suffisamment épais : le limon jaune stratifié et la terre à briques, plus brune et généralement non stratifiée. Par endroits, on trouve sous cette couche d'argile des accumulations assez épaisses de sable. L'analyse d'une coupe du sol louviérois révèle qu'aucun charbon n'est présent avant une profondeur de 150 mètres.

#### Hydrographie
La Louvière appartient au bassin de l'Escaut. La commune ne compte que deux ruisseaux : le Thiriau du Luc et le Rieu de Baume, tous deux affluents de la Haine. Le Thiriau du Luc, le plus important, prend sa source à quelque distance du point le plus oriental de la commune, près du parc de l'Hospice Notre-Dame de la Compassion à Jolimont. Il fait la limite avec Bois-d'Haine et La Louvière, traverse la commune dans une direction nord-ouest, sud-est, puis de limite naturelle entre Houdeng-Gœgnies et La Louvière. Le Rieu de Baume prend sa source au sud de La Louvière et fait la limite entre La Louvière et Haine-Saint-Paul. Ce petit ruisseau, dont les eaux alimentaient jadis une petite forge et un moulin au Fonds Coppée, en contrebas des Fonds Gaillards, s'engouffre sous les jardins du bas de Baume et du Pré Joily puis se jette dans la Haine.

### Morphologie urbaine

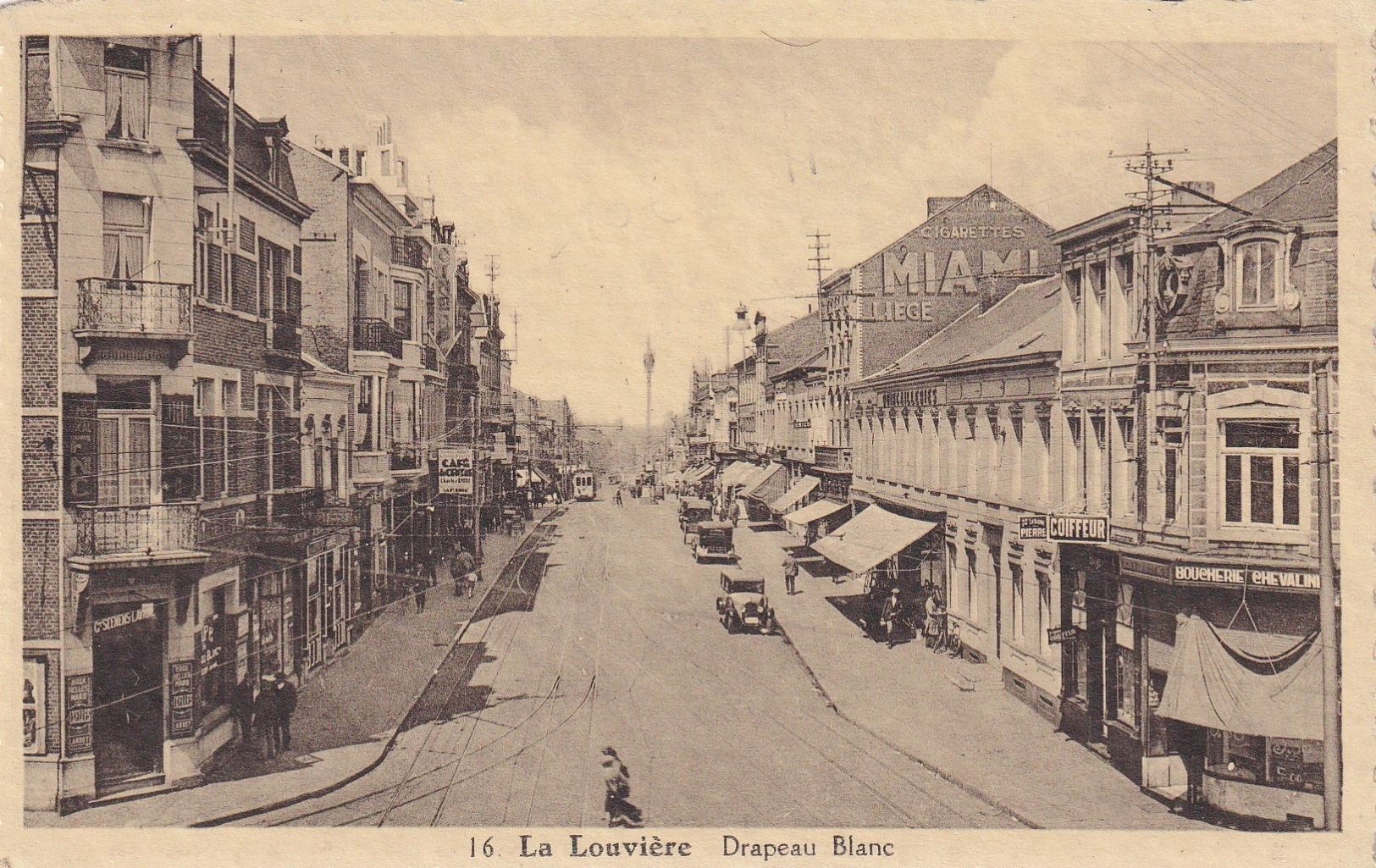
La rue Sylvain Guyaux, au Drapeau Blanc (carte postale).

#### Quartiers
- La Barette. Le terme "Barette" apparaît pour la première fois dans un acte officiel en 1680. Situé entre les communes de Saint-Vaast et Houdeng, ce hameau tire son nom d'une pièce vestimentaire : la barrette. Ce bonnet pointu, terminé par une floche, était très utilisé par les serfs au Moyen Âge. Aujourd'hui, il peut être comparé à un simple bonnet de nuit ou au bonnet porté par les gilles sous leur chapeau. Selon certaines sources, le nom du hameau viendrait donc de cette coiffe[11]. La Barette a donné son nom à un charbonnage fondé en 1735, qui peut se targuer d'avoir installé en 1766 la première machine à vapeur dans le bassin du Centre. Il s'agissait d'une machine d'exhaure du système Newcomen[12]. Aujourd'hui, il ne reste de ce charbonnage que les bâtiments de l'ancienne auberge, désormais convertis en maisons individuelles[11].
- Baume est le plus ancien hameau de la commune de Saint-Vaast. Son nom, d'origine celtique ou romane, signifie « caverne », « grotte » ou « lieu creux ». Par extension, il peut également désigner un « vallon » ou une « brusque dépression ». Au bas de Baume, riche en terre plastique, se trouvent une poterie et une fabrique de produits réfractaires appartenant à la famille Lecat, entourées de terres cultivées et de la ferme imposante Guyaux, aussi appelée ferme de Sars-Longchamps. Le haut de Baume, point culminant de La Louvière, situé à la limite de Haine-Saint-Paul, a une vocation commerçante[13].Place de la Louve avec le monument de la Louve.

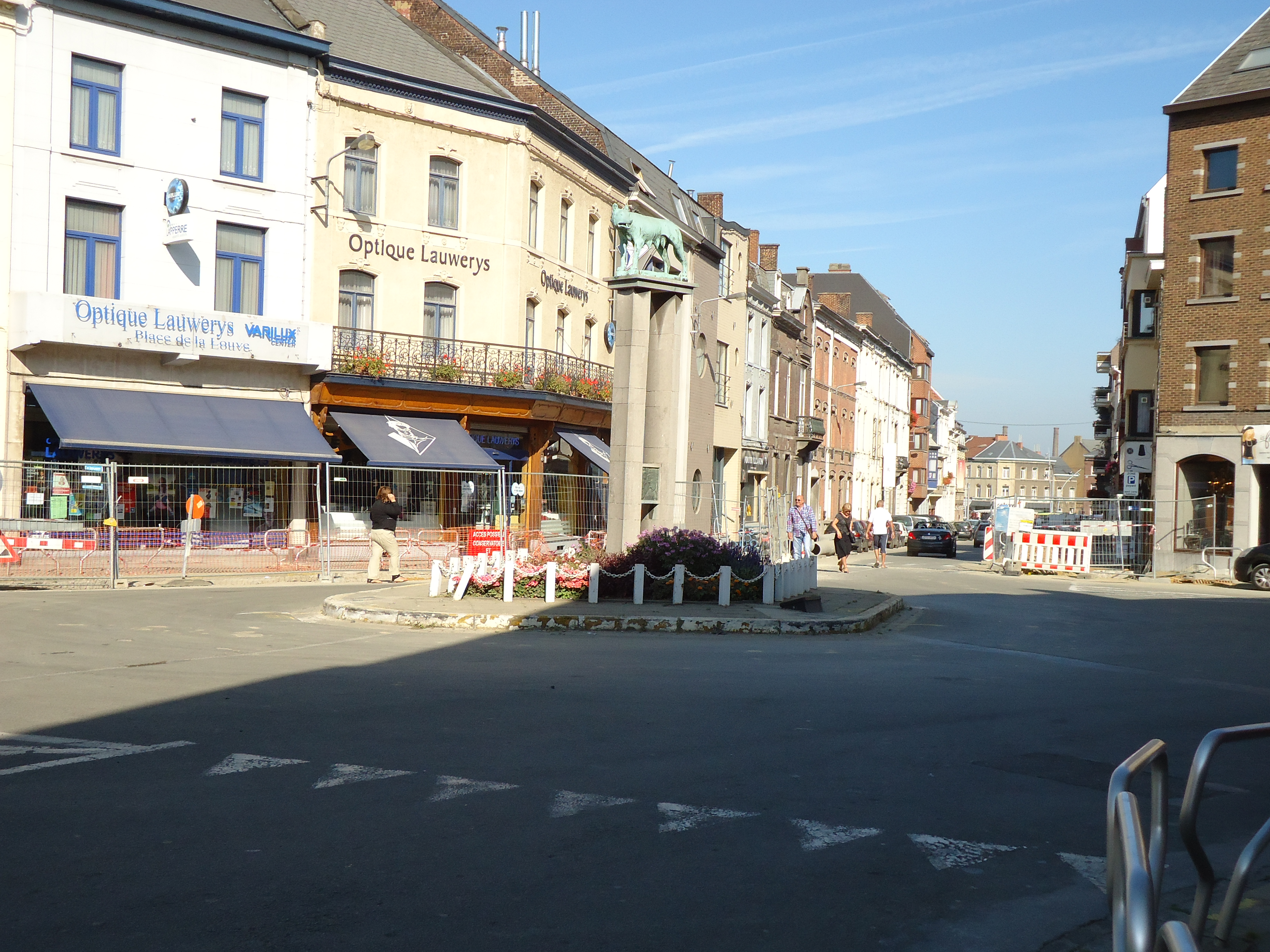
Place de la Louve avec le monument de la Louve.

- Basse Louvière tire son nom de sa position géographique, située en contrebas des autres hameaux louviérois. Ce nom renvoie à une ancienne ferme rattachée à l'abbaye d'Aulne, connue sous le nom de ferme de la Basse Louvière. Principalement agricole, le hameau accueille également plusieurs industries comme Nicaise et Delcuve, les verreries Saint-Laurent et les abattoirs. Une des particularités de La Louvière est la coexistence entre le monde agricole et industriel, ainsi que la mixité entre l'habitat urbain et rural[14].
- Bois-de-Saint-Vaast. Un ancien hameau de Saint-Vaast, incorporé à La Louvière en 1869[15].
- Bouvy. Le nom Bouvy viendrait de la nature du sol : « bouve, boue, fange ». Les mots bouvy, bouvière, bovière désignent des pâturages humides destinés au bétail. Bouvy s'est développé autour des charbonnages. En 1841, la première cité ouvrière de La Louvière y est construite à l'occasion de l'ouverture de la « Fosse no 1 des Charbonnages de Sars-Longchamps et Waucquez »[16].
- Centre. Comprenant le carrefour du Drapeau Blanc. Ce carrefour tire son nom d'une enseigne d'un magasin[17].
- Fonds Gaillards, un hameau niché en contrebas de la commune de Saint-Vaast, se trouve également à proximité de deux autres hameaux louviérois, Bouvy et Mitant des Camps. Étymologiquement, le terme "gaillard" est lié au mot « gai », mais la nature rocailleuse du sol pourrait offrir une autre interprétation. En effet, "gaillard" pourrait dériver des termes romans "gal" ou "gau", signifiant « pierre » ou « caillou ». Contrairement à la plupart des hameaux louviérois, Fonds Gaillards n’a pas de vocation industrielle. Ce lieu de culture et d’habitat a longtemps vibré au rythme des fêtes traditionnelles organisées chaque premier dimanche du mois d’août[18].
- Hocquet. Ce hameau tire son nom de sa position géographique. En tudesque, « hoog » signifie « élevé », tandis qu'en roman, les mots « hoge » ou « hoguette » désignent une « colline » ou une « élévation du sol ». Le Hocquet se situe sur l'ancien tracé reliant Rœulx à Fontaine-l'Évêque, englobant aujourd'hui les rues des Rivaux, du Hocquet, du Moulin et de Longtain. Pendant des décennies, l'agriculture a été le seul moyen de subsistance des habitants. En 1802, on y comptait seulement 33 habitations. L'ouverture des embranchements du canal en 1839 et la création d'une ligne de chemin de fer en 1850 ont dynamisé le hameau. De nombreux travailleurs flamands, charpentiers de marine pour les chantiers navals Van Pract ou ouvriers pour les travaux de terrassement, s'y sont installés. Avec l'importante industrialisation de La Louvière, de nouveaux quartiers résidentiels ont émergé, accueillant maisons ouvrières et maisons bourgeoises dans ses rues, cours et impasses[19].
- La Croyère tire son nom de la nature marécageuse de son sol, « croyère » signifiant « sol détrempé, vaseux ». Dès 1867, ce hameau s'industrialise fortement et se divise en deux quartiers : La Croyère-haut, autour des rues de La Flache et Parmentier, et La Croyère-bas, concentré autour de la place Keuwet. En plus d'une variété d'industries (laminoirs, brasserie, scierie, sidérurgie, glacière, fonderies, constructions métalliques, etc.), le hameau abrite des exploitations agricoles significatives comme la ferme Petit, la ferme Delplancque, la ferme Hainaut (remplacée plus tard par les laminoirs Boël), la ferme Balasse (rue des 25 francs) et la ferme Mengal (rue de La Flache). En 1923, le Foyer Louviérois acquiert plusieurs hectares pour y construire la future cité Reine-Astrid[20].
- Longtain, situé entre Haine-Saint-Paul et Bois-d'Haine, est un hameau dont le nom provient d'un charbonnage fondé en 1756 par Philippe Joseph André, grâce à une concession accordée par le duc Ferdinand VI de Croÿ (1720-1767), comte du Rœulx et haut justicier de Saint-Vaast. Étymologiquement, le nom Longtain pourrait être lié au mot « longtemps », utilisé par les mineurs pour souligner le « long temps » passé à la fosse et la difficulté de leur travail, souvent étroitement liés[21].
- Mitant des Camps. Signifie littéralement « Milieu des champs ». L'appellation désignèrent dans un première temps quelques habitations isolées entre Bouvy, Houssu et Baume[22].

## Démographie

### Démographie: Avant la fusion des communes
- Source: DGS recensements population

### Démographie: Commune fusionnée
En tenant compte des anciennes communes entraînées dans la fusion de communes de 1977, on peut dresser l'évolution suivante :
Les chiffres des années 1831 à 1970 tiennent compte des chiffres des anciennes communes fusionnées.
- Source: DGS , de 1831 à 1981=recensements population; à partir de 1990 = nombre d'habitants chaque 1er janvier[23]

La commune de La Louvière est classée comme étant la dix-septième ville de Belgique (au 1er janvier 2023).

## Histoire

### Origines
L'histoire de La Louvière débute au XIIe siècle, avec l'édification d'une ferme sur une parcelle boisée située dans la commune de Saint-Vaast.
Plusieurs fermes ont été établies par les moines de l'abbaye d'Aulne à Saint-Vaast et dans les environs : « La Grande Louvière » au XIIe siècle, « La Basse Louvière » près du Thiriau à Houdeng-Gœgnies, ainsi que Tout-il-Faut et Sartiau au XVe siècle. En 1780, « La Nouvelle Basse Louvière » voit le jour à Houdeng-Gœgnies. En parallèle, les moines construisent des logements plus modestes, faits de branches assemblées et recouvertes d'argile, pour le personnel de leurs fermes. En 1473, la population du hameau est estimée à environ 156 personnes. Après la Révolution française, les biens des abbayes sont morcelés et vendus aux enchères. Les terres de Louvière sont alors acquises par Nicolas Warocqué, qui rachète aussi le domaine de Mariemont à cette époque.
Saint-Vaast, localité du bassin houiller du Centre, comprenait plusieurs seigneuries foncières avec droit de charbonnage sur lesquelles le Seigneur du Rœulx avait haute justice. Parmi ces domaines se trouvait le fief situé à La Louvière et qui appartenait à la riche abbaye d'Aulne. Le haut justicier de Saint-Vaast avait permis d'effectuer des travaux de prospection. C'est ainsi que l'extraction de la houille a débuté dès 1390. Toutefois, l'abbaye a refusé longtemps de « laisser ouvrir sa terre », selon l'expression anciennement usitée. L'industrie charbonnière n'est donc devenue réellement productive qu'au début du XVIIIe siècle. Au fur et à mesure que les entreprises charbonnières se sont multipliées, que les moyens d'extraction se sont perfectionnés et que les formalités fiscales ont disparu, est apparue l’exigence assurer l'écoulement des produits que la consommation locale, à l'époque fort restreinte, ne pouvait épuiser. Des moyens de communication ont alors été créés, toujours plus nombreux et modernes : routes, canaux et, par la suite, lignes de chemin de fer. Attirées par la proximité de la houille indispensable à leurs activités, de nouvelles industries se sont installées à côté des charbonnages et ont ainsi créé de nouveaux débouchés.

### Époque contemporaine

#### XIXesiècle
Au début du XIXe siècle, plusieurs sociétés charbonnières exploitent les riches gisements du sous-sol de Saint-Vaast, comme les charbonnages de La Louvière et de La Paix, ainsi que la société de Sars-Longchamps. La prospérité de ces entreprises et de celles des villages voisins encourage un développement rapide des voies de communication : une chaussée charbonnière, un embranchement du canal Charleroi-Bruxelles en 1832, et une ligne de chemin de fer reliant Mons à Manage en 1846. Cette importante infrastructure favorise l'installation de nombreuses industries consommatrices de houille, telles que les verreries et les entreprises de construction métallique.
Au début du XIXe siècle, une nouvelle classe sociale émerge, regroupant les fondateurs d'entreprises et leurs dirigeants. Pour afficher leur réussite sociale, ils se font construire de somptueuses demeures.
En 1839, La Louvière se connecte au canal Charleroi-Bruxelles, inauguré en 1832.
À La Louvière, alors hameau de la commune de Saint-Vaast, une église est construite en 1851 sur l'actuelle place Jules Mansart. Cette construction est rendue possible grâce à un double don de Lucie Boch et Abel Warocqué. L'église, qui pouvait accueillir 400 fidèles, est finalement détruite en 1873, .

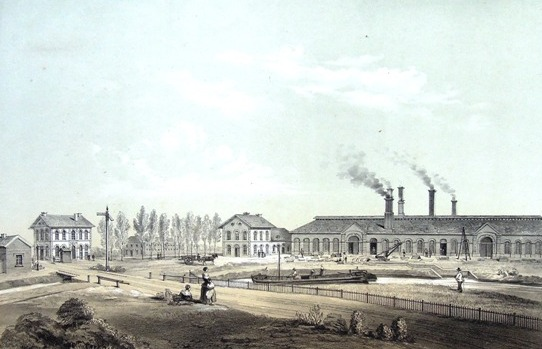
Forges, fonderies et laminoirs Boucquéau.

La première grande société à s'installer en 1844 dans le hameau de La Louvière fut la faïencerie Boch Frères. Cette implantation entraîna une augmentation significative de la population, attirant d'autres industries qui s'établirent près du chemin de fer et du canal : les verreries Daubesse en 1851, la fonderie et les laminoirs Boucquéau en 1853, le haut-fourneau Cambier en 1854 (le premier de la région du Centre), la fonderie Parmentier et Libotte en 1856, les verreries Fabry, Houtart et Cie et la Compagnie Belge pour la Construction de Machines et Matériel de chemin de fer en 1859, la poterie Lecat en 1860, la boulonnerie Nicaise en 1863, la Compagnie des laminoirs du Centre en 1867, ainsi que les laminoirs et fonderies de La Croyère en 1867. S'ajoutèrent également des brasseries, des fours à coke, des minoteries, etc..
C'est à La Louvière que fut fondée la maison Dewachter[Quoi ?] en 1865.
En 1865, le bourgmestre de Saint-Vaast, Armand Mairaux, envisage d'étendre La Louvière sur une plaine appartenant à un autre hameau, Le Hocquet. Les autorités communales de Saint-Vaast, préoccupées par le coût de cette opération, demandent la séparation de leur commune de celle de La Louvière. En 1866, la députation permanente du Hainaut approuve le projet d'agrandissement du hameau.
En 1866, le projet d'agrandissement de La Louvière, conçu par les architectes Clysenaar, Beyaert et Hubert, est discuté par le conseil communal. Celui-ci approuve les terrains déjà acquis par la commune pour réaliser le projet et autorise le collège à procéder à des expropriations judiciaires si les propriétaires refusent les offres proposées.

##### La séparation
La Louvière, hameau de Saint-Vaast, dépasse en importance et en activité le village dont il est issu. Il devient de plus en plus compliqué de concilier les intérêts des habitants agricoles de Saint-Vaast avec ceux de la population de la cité industrielle. En 1866, les habitants de Saint-Vaast, dépassés par une force qu'ils ne peuvent maîtriser, réalisent que le morcellement est indispensable pour préserver les intérêts spécifiques des deux groupes désormais bien distincts.

##### Indépendance

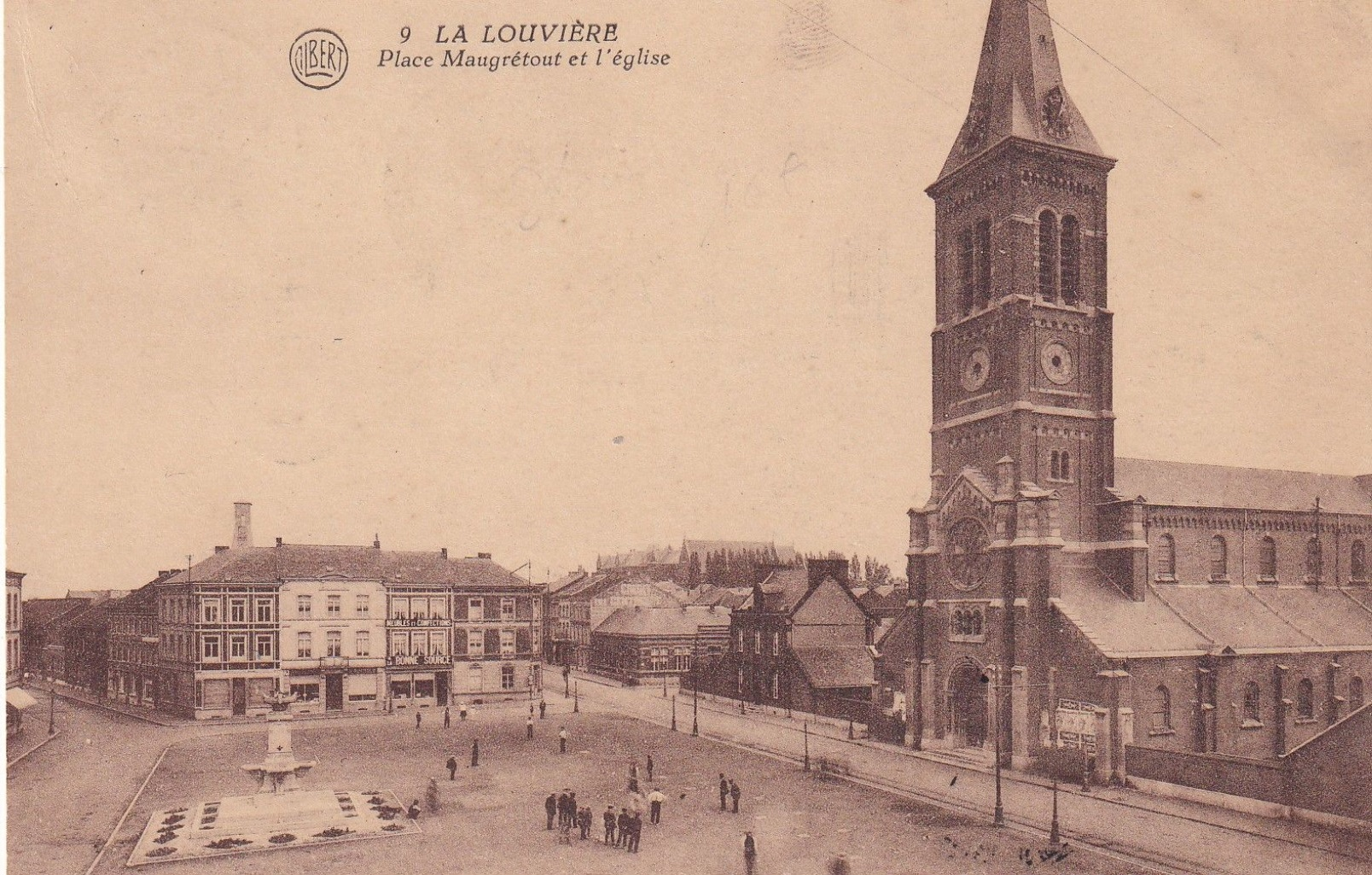
La place Maugrétout et l'église Saint-Joseph, (carte postale).

Grâce à l’essor rapide des nombreuses industries qui s’y sont implantées, La Louvière a connu un développement fulgurant et s’est orientée vers le progrès. Un phénomène intrigant se produit alors : bien que toujours un hameau de Saint-Vaast, La Louvière devient de plus en plus prospère, surpassant en importance et en activités le village dont elle dépend. Elle attire même des intérêts municipaux plus significatifs que ceux accordés à Saint-Vaast. La séparation devient alors inévitable, à tel point que ce sont les habitants de Saint-Vaast eux-mêmes qui la réclament, en invoquant :  « 1° La distance qui sépare Saint-Vaast de La Louvière, 2° L'état d'abandon dans lequel l'administration communale laissait  Saint-Vaast, 3° Les dépenses que les projets d'agrandissement conçus au profit exclusif de La Louvière occasionneraient, dépenses auxquelles ils pensaient que Saint-Vaast ne devait pas équitablement participer ». Une loi proclamant La Louvière comme commune distincte a été adoptée le 27 février 1869 à la Chambre des représentants et le 13 mars 1869 au Sénat et sanctionnée par le roi le 10 avril 1869.
Le 20 novembre 1869, le premier conseil communal de la commune indépendante de La Louvière a eu lieu dans un café situé près de l'actuelle place Jules Mansart.

### XXesiècle

#### Guerres mondiales

##### Première Guerre mondiale
Le début de la Première Guerre mondiale est particulièrement éprouvant à La Louvière. Le 11 août 1914, de nombreux habitants, principalement des femmes et des enfants, se rendent à l'église Saint-Antoine de Bouvy pour une messe en hommage aux soldats mobilisés à 9 heures. Malheureusement, un cierge placé à l'entrée enflamme une petite affiche, et le feu se propage rapidement à presque tout l'édifice. La panique gagne les fidèles, qui se précipitent vers la sortie, piétinant ceux qui tombent. Ce tragique événement fait quinze morts et une cinquantaine de blessés. L'arrivée des soldats allemands marque le début d'une longue occupation faite de privations, de contraintes, de vexations, de déportations, de réquisitions et d'humiliations. Pour répondre aux besoins alimentaires, des magasins communaux sont créés, et en janvier 1915 apparaît la tristement célèbre carte de ravitaillement. Certains Louviérois, comme Omer Lefèvre (Louis-Alfred), se distinguent dans la lutte contre l'occupant. Accusé d'espionnage, il est fusillé le 15 mai 1915, et une rue près du parc communal porte son nom. L'Armistice du 11 novembre 1918 est une source de réjouissances pour les habitants, qui se rendent en cortège à Bruxelles pour accueillir le roi.

##### Seconde Guerre mondiale
Le 10 mai 1940, les premiers avions allemands survolent La Louvière, marquant le début d'une période sombre. Les sirènes retentissent régulièrement, bouleversant le quotidien des habitants. Dans les jours suivants, des convois militaires français traversent la ville, certains s'arrêtant brièvement. Le 14 mai, le bourgmestre Victor Ghislain appelle à la mobilisation des Louviérois âgés de 16 à 35 ans, leur demandant de rejoindre Ypres au plus vite. Dès le lendemain commence l'exode. Peu après, une nouvelle occupation s'installe, ramenant avec elle la peur, la famine, le rationnement, la résistance, les représailles, les déportations, les exécutions et la collaboration.
En mars 1944, les Louviérois ont vécu l’une de leurs épreuves les plus marquantes. Des avions alliés, visant la gare de Haine-Saint-Pierre, ont largué des bombes sur les quartiers du Parc et de Baume. Les conséquences furent désastreuses : 139 morts, 141 blessés graves, 165 blessés légers, 684 habitations détruites ou rendues inhabitables, et 296 maisons partiellement endommagées. Près de la moitié du patrimoine immobilier de La Louvière a été touchée.

###### Le Grand La Louvière
Le 1er août 1942, l'occupant allemand impose la constitution du Grand La Louvière. La Louvière et seize communes sont regroupées sous une même juridiction, dirigée par des hommes soumis à l'ennemi. Cette expérience s'est avérée particulièrement malheureuse. L'acte constitutif envisageait pourtant des projets ambitieux. Avec plus de trois cent mille habitants, La Louvière devait être entièrement transformée : hôtel de ville, théâtre, église, monuments, hôpital, tout devait être modernisé et embelli. L'esprit de clocher, qui animait les différentes communes intégrées, devait disparaître. La Louvière, et toute la région du Centre, auraient ainsi rejoint les agglomérations les plus importantes du pays. Cependant, ce vaste projet ne s'est jamais concrétisé .

#### La Libération
Le 4 septembre 1944, dans l'après-midi, les premiers véhicules militaires américains arrivent à La Louvière, mettant fin à 52 mois d'occupation. Une foule enthousiaste se rassemble rapidement pour accueillir les libérateurs. Prévenus de l'arrivée imminente des troupes alliées, les résistants intensifient leurs actions. Pendant le conflit, 2 027 habitants de La Louvière ont été mobilisés (dont 732 faits prisonniers de guerre), et 92 personnes, incluant soldats, résistants, prisonniers politiques et otages, ont perdu la vie, fusillés, décapités ou tombés au combat.

#### L'après guerre
En 1969, La Louvière commémore le centenaire de son existence. Le 25 mars 1969, une catastrophe ferroviaire se produit faisant 15 tués et 70 blessés. Deux locomotives s'encastrent l'une dans l'autre. L'accident se produit à hauteur du passage à niveau, face aux usines Gustave Boël (actuellement pont de La Croyère).

##### La fusion des communes
Progressivement, un mouvement en faveur des fusions basées sur le consentement des conseils communaux concernés émerge. Le 23 novembre 1972, les votes de La Louvière et de Saint-Vaast marquent la décision de fusionner ces deux communes.
Le 24 mai 1973, le conseil communal de Familleureux décide de s'unir aux communes de La Louvière et Saint-Vaast. Quelques mois plus tard, le 27 septembre 1973, le conseil communal de Bois-d'Haine prend la même décision. Lors de cette soirée marquante, où quatre votes identiques se tiennent simultanément dans les quatre communes concernées, les conseils communaux se rassemblent à l'hôtel de ville de La Louvière dans une ambiance chaleureuse et pleine d'espoir pour l'avenir.
La position adoptée par le conseil communal est largement communiquée. Deux brochures très détaillées sont publiées et distribuées dans toute la région. Elles portent les titres suivants : Les fusions de communes et l'avenir de la région du Centre et Contribution à l'étude du projet de regroupement des communes dans la région du Centre. Malgré les oppositions, l'arrêté royal portant sur la fusion des communes et la modification de leurs limites est publié le 17 septembre 1975.
Depuis la fusion des communes, La Louvière regroupe Boussoit, Haine-Saint-Paul, Haine-Saint-Pierre, Houdeng-Aimeries, Houdeng-Gœgnies, Maurage, Saint-Vaast, Strépy-Bracquegnies, Trivières, La Louvière et une partie de l'ancienne commune de Familleureux avec le hameau de Besonrieux.

#### Titre de Ville
Précisons que ce n'est qu'en 1985 que La Louvière a reçu l'autorisation de porter le titre de ville.

### XXIesiècle
Le 10 avril 2019, la ville a célébré son 150e anniversaire,,.

## Armoiries et logotype

### Armoiries
|  | Les armoiries de La Louvière correspondent aux armoiries de l'Abbaye d'Aulne surchargées d'une louve, attribut particulier de la cité. Les armoiries de la nouvelle entité sont identiques à celles octroyées par Arrêté royal à l'ancienne commune le 5 mars 1957. Blasonnement : D’azur à la fasce d’argent, accompagnée en chef de trois merlettes du même, rangées, et en pointe d’une louve romaine au naturel. - Délibération communale : 14 mars 1977 - Arrêté royal : 15 mai 1978 - Moniteur belge : 4 juillet 1978 |

### Logotype

Logo actuel de la ville depuis 2017.

Le logo de la ville de La Louvière représente son nom, dans lequel se cache une tête de loup stylisée. Le slogan est « Vous êtes au centre de tout », le « O » stylisé représente un cœur d'une cible représentant la centralité de la ville.

## Politique

### Composition du collège communal

#### Conseil et collège communal 2024-2030
| Résultats des élections de 1994 | Résultats des élections de 1994 | Résultats des élections de 1994 |
| ------------------------------- | ------------------------------- | ------------------------------- |
| Parti                           | Voix                            | Sièges (sur 41)                 |
| PS                              | 16 569 (44,13 %)                | 21                              |
| PRL                             | 5 723 (15,24 %)                 | 6                               |
| FN                              | 5 420 (14,43 %)                 | 6                               |
| PSC                             | 5 383 (14,33 %)                 | 6                               |
| Ecolo                           | 2 523 (6,72 %)                  | 2                               |

| Résultats des élections de 2000 | Résultats des élections de 2000 | Résultats des élections de 2000 |
| ------------------------------- | ------------------------------- | ------------------------------- |
| Parti                           | Voix                            | Sièges (sur 41)                 |
| PS                              | 22 581 (55,99 %)                | 29                              |
| PSC                             | 5 260 (13,04 %)                 | 5                               |
| PRL-MCC                         | 4 960 (12,29 %)                 | 5                               |
| Ecolo                           | 2 851 (7,06 %)                  | 2                               |

| Résultats des élections de 2006 | Résultats des élections de 2006 | Résultats des élections de 2006 |
| ------------------------------- | ------------------------------- | ------------------------------- |
| Parti                           | Voix                            | Sièges (sur 41)                 |
| PS                              | 17 969 (41,71 %)                | 20                              |
| MR                              | 7 218 (16,75 %)                 | 7                               |
| cdH                             | 5 958 (13,83 %)                 | 6                               |
| Front Nat                       | 3 693 (8,57 %)                  | 3                               |
| Ecolo                           | 2 822 (6,55 %)                  | 2                               |
| UDSC                            | 2 504 (5,81 %)                  | 2                               |
| PTB+                            | 1 826 (4,24 %)                  | 1                               |

| Résultats des élections de 2018 | Résultats des élections de 2018 | Résultats des élections de 2018 |
| ------------------------------- | ------------------------------- | ------------------------------- |
| Parti                           | Voix                            | Sièges (sur 43)                 |
| PS                              | 18 750 (43,41%)                 | 24                              |
| PTB                             | 6 713 (15,54%)                  | 7                               |
| MR-IC                           | 5 679 (13,15%)                  | 6                               |
| PLUS & CDH                      | 3 875 (8,97%)                   | 4                               |
| ECOLO                           | 2 980 (6,90%)                   | 2                               |

| Résultats des élections de 2024 | Résultats des élections de 2024 | Résultats des élections de 2024 |
| ------------------------------- | ------------------------------- | ------------------------------- |
| Parti                           | Voix                            | Sièges (sur 43)                 |
| PS                              | 15 938 (38,171 %)               | 18                              |
| MR                              | 8 233 (19,72 %)                 | 8                               |
| LES ENGAGÉS & ALTERNATIVES      | 8 440 (20,21 %)                 | 9                               |
| PTB                             | 8 081 (19,35 %)                 | 8                               |

| Collège communal  |                    |    |
| ----------------- | ------------------ | -- |
| Bourgmestre       | Jacques Gobert     | PS |
| 1er Échevin       | Olivier Destrebecq | MR |
| 2e Échevin        | Antonio Gava       | PS |
| 3e Échevin        | Nicolas Godin      | PS |
| 4e Échevin        | Michel Di Mattia   | PS |
| 5e Échevine       | Leslie Leoni       | PS |
| 6e Échevine       | Laurence Zanchetta | PS |
| 7e Échevine       | Pauline Tremerie   | MR |
| Président du CPAS | Pascal Leroy       | PS |

### Administration
- Arrondissement judiciaire de Mons.
- Arrondissement administratif de La Louvière.

### Liste des bourgmestres de La Louvière
| Bourgmestres        | Mandat    | Parti   |
| ------------------- | --------- | ------- |
| Alfred Fagniart     | 1870-1872 | Libéral |
| Charles Nicaise     | 1872-1881 | Libéral |
| Gustave Boël        | 1881-1883 | Libéral |
| Désiré Grégoire ff  | 1884-1887 | Libéral |
| Victor Lechien ff   | 1888-1890 | Libéral |
| Augustin Gilson     | 1891-1896 | Libéral |
| Jules Mansart ff    | 1896-1898 | POB     |
| Augustin Gilson     | 1898      | Libéral |
| Jules Mansart ff    | 1899-1903 | POB     |
| Sylvain Guyaux fils | 1904-1918 | Libéral |
| Victor Ghislain ff  | 1918-1921 | POB     |
| Victor Ghislain     | 1922-1940 | POB     |
| Camille Deberghe ff | 1940      | Libéral |
| Raoul Goutier       | 1940-1942 | ?       |
| Jean Gorain         | 1942-1944 | ?       |
| Victor Ghislain     | 1944-1952 | PSB     |
| Fidèle Mengal       | 1953-1977 | PSB     |
| Léon Hurez          | 1977-1984 | PS      |
| Michel Debauque     | 1984-2000 | PS      |
| Willy Taminiaux     | 2000-2006 | PS      |
| Jacques Gobert      | 2006-     | PS      |

Amand Mairaux est souvent considéré comme le fondateur de La Louvière en tant que commune, bien qu'il n'ait jamais été élu bourgmestre. Malheureusement, il décède d'une crise d'apoplexie la veille de la reconnaissance officielle de La Louvière comme commune.
Proposé comme bourgmestre en 1869, Charles Nicaise n'est finalement élu qu'en 1872. En 1869, un article injurieux écrit par Jules Derideau à l'encontre du conseil communal paraît, et Nicaise décide d'en assumer la responsabilité par dignité. Il démissionne alors et ne devient pas bourgmestre. Il quitte la scène politique jusqu'aux élections suivantes, en 1872, où il est nommé bourgmestre par arrêté royal le 15 octobre 1872.
Camille Deberghe est l'un des quatre derniers conseillers communaux encore actifs à La Louvière pendant l'Occupation. Bien qu'il ait été élu bourgmestre, il n'exerce jamais cette fonction. Arrêté par les Allemands pour ses activités antinazies, il est assassiné en 1944. L'ouvrage de référence Histoire et Petite Histoire de La Louvière ne le renseigne pas dans les bourgmestres officiels,.
Il est considéré, en dépit de sa démission entre 1940 et 1944 sous l'Occupation, que Victor Ghislain est resté le seul bourgmestre de La Louvière entre 1921 et 1952. Raoul Goutier (1940-1942) et Jean Gorain (1942-1944) sont des « bourgmestres » mis en place par l'occupant nazi après la mort de Camille Deberghe mais il ne leur a pas été reconnu le statut officiel de bourgmestre ou de bourgmestre faisant fonction.

### Jumelages
La ville de La Louvière est jumelée avec :
- Saint-Maur-des-Fossés (France) depuis 1966 ;
- Foligno (Italie) depuis 1996 ;
- Bojnice (Slovaquie) depuis 1992 ;
- Kalisz (Pologne) depuis 1998 ;
- Terre del Cerrano (Italie) depuis 2000 ;
- Aragona (Italie) depuis 2010.

En outre, un pacte d’amitié a été officiellement signé avec :
- Eguisheim (France) ;
- Cordoue (Espagne) depuis 1992 ;
- Soligorsk (Biélorussie).

Ces pactes d'amitié ont été signés à l’occasion des « Fêtes de la Paix » organisées par la ville de La Louvière en 1987 dans le cadre des fêtes de Wallonie où 16 villes ont signé un pacte d’amitié au terme duquel elles se sont solennellement proclamées « Villes de Paix ».
Enfin la ville décide d’adopter le village de :
- Șoarș (Roumanie) depuis le 13 mars 1989 dans le cadre de l’opération « Villages Roumains » organisée sur le plan national.

## Patrimoine et culture

### Patrimoine architectural et sites
- Liste du patrimoine immobilier classé de La Louvière

#### Religieux

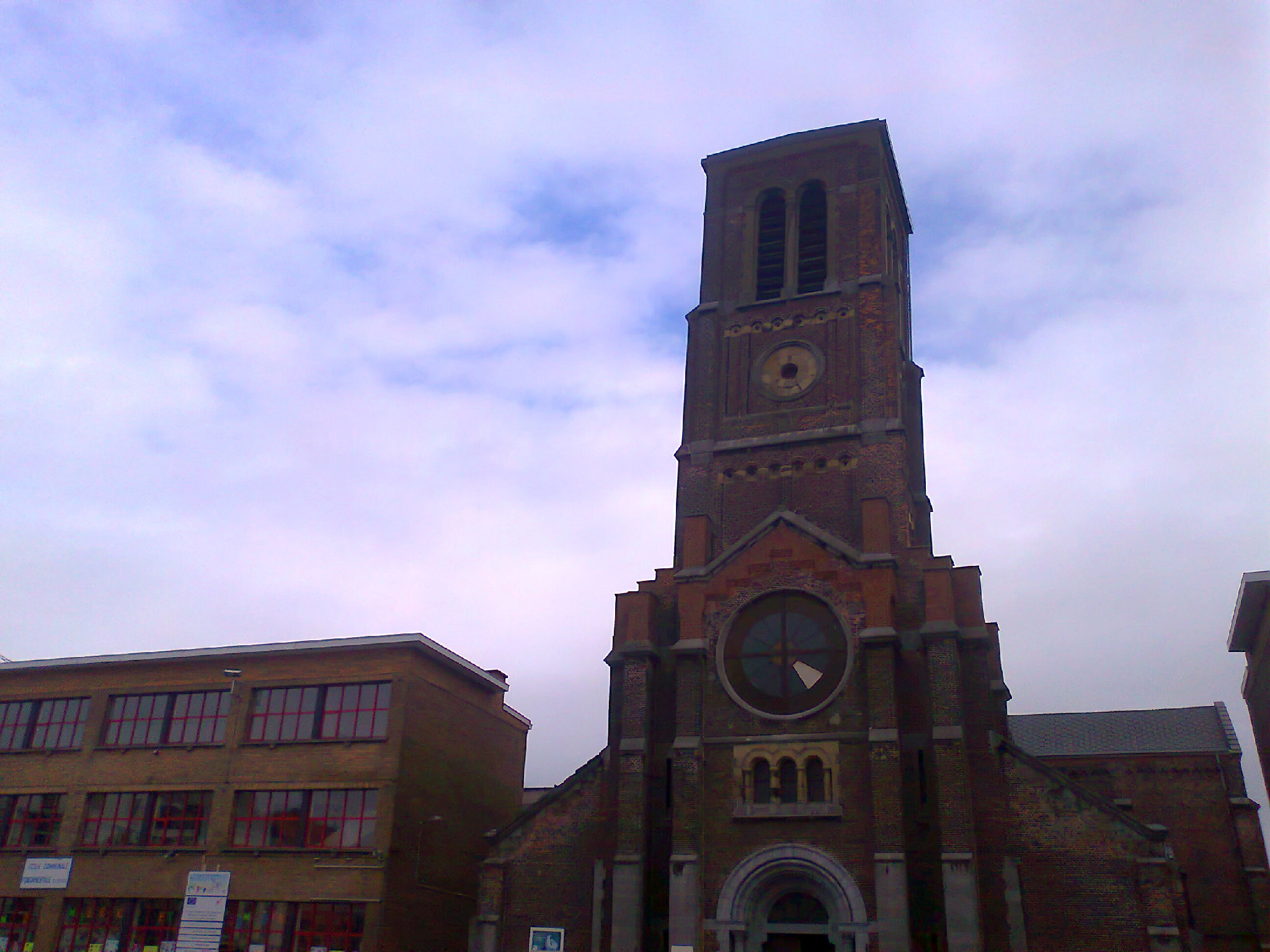
L'église Saint-Joseph en 2011.

- L'église Saint-Joseph en 2011.Église Saint-Joseph. La première pierre fut posée le 6 octobre 1867 ; bâtie par l'architecte Hubert de Mons, de style roman, elle fut livrée au culte en 1870[57]. Le clocher abrite depuis 1958 un carillon de 47 cloches. En 1969, une légère secousse sismique ébranle les assises du clocher et la flèche doit être enlevée pour la sécurité[58]. L'église est mise à l'honneur lors de l'opéra urbain « Décrocher la Lune » , lorsque Sancho escalade la tour pour atteindre le satellite de la Terre[59].
- Église Saint-Antoine de Padoue. Construite en 1903, de style néo-gothique, par l'architecte Constant Sonneville[60].
- Église du Sacré-Cœur. De style néo-gothique, construite en 1902 par l'architecte Louis Cus de Bruxelles, elle se situe dans le quartier de La Croyère[61],[62].
- Église Notre-Dame des Sept-Douleurs. Construite en 1903[63], elle est désacralisée depuis 2012.
- Monastère Notre-Dame des Anges des Sœurs de Sainte-Claire, fondé en 1925[63], le bâtiment est construit en 1928 abritant une chapelle en style néo-gothique la chapelle qui était réservée aux religieuses. Actuellement fermé au culte et occupé par une ASBL qui s'occupe des personnes en difficulté[62].
- Temple protestant. Construit en 1863[63]’[64].

#### Civils
- Le château de la Closière (conçu par Joseph Poelaert). Château de style Renaissance, construit en 1857, pour compte de Victor Boch, propriétaire de la faïencerie Keramis[65].
- Le château Boël. Construit entre 1880 et 1885[66]’[67] par Gustave Boël[25]. Aujourd'hui le domaine et le château sont devenus la propriété du groupe Duferco[25].
- Le château Gilson. Construit au milieu du XIXe siècle, il fut hôtel de ville provisoire (pendant les travaux de construction du nouvel hôtel de ville). Il fut aussi un musée communal particulièrement actif[68].
- Ascenseur de Strépy-Thieu. Commencé en 1982 et inauguré en 2002, il permet de franchir une dénivellation de 73,15 mètres. Il était jusqu'en 2016 le plus grand ascenseur à bateaux du monde. Il remplace désormais six ouvrages, les quatre ascenseurs à bateaux du canal du Centre et deux écluses. Il constitue la fin d'un programme de mise au gabarit de 1 350 tonnes des voies navigables belges et permet le passage de bateaux de ce gabarit entre le bassin de la Meuse et celui de l'Escaut.

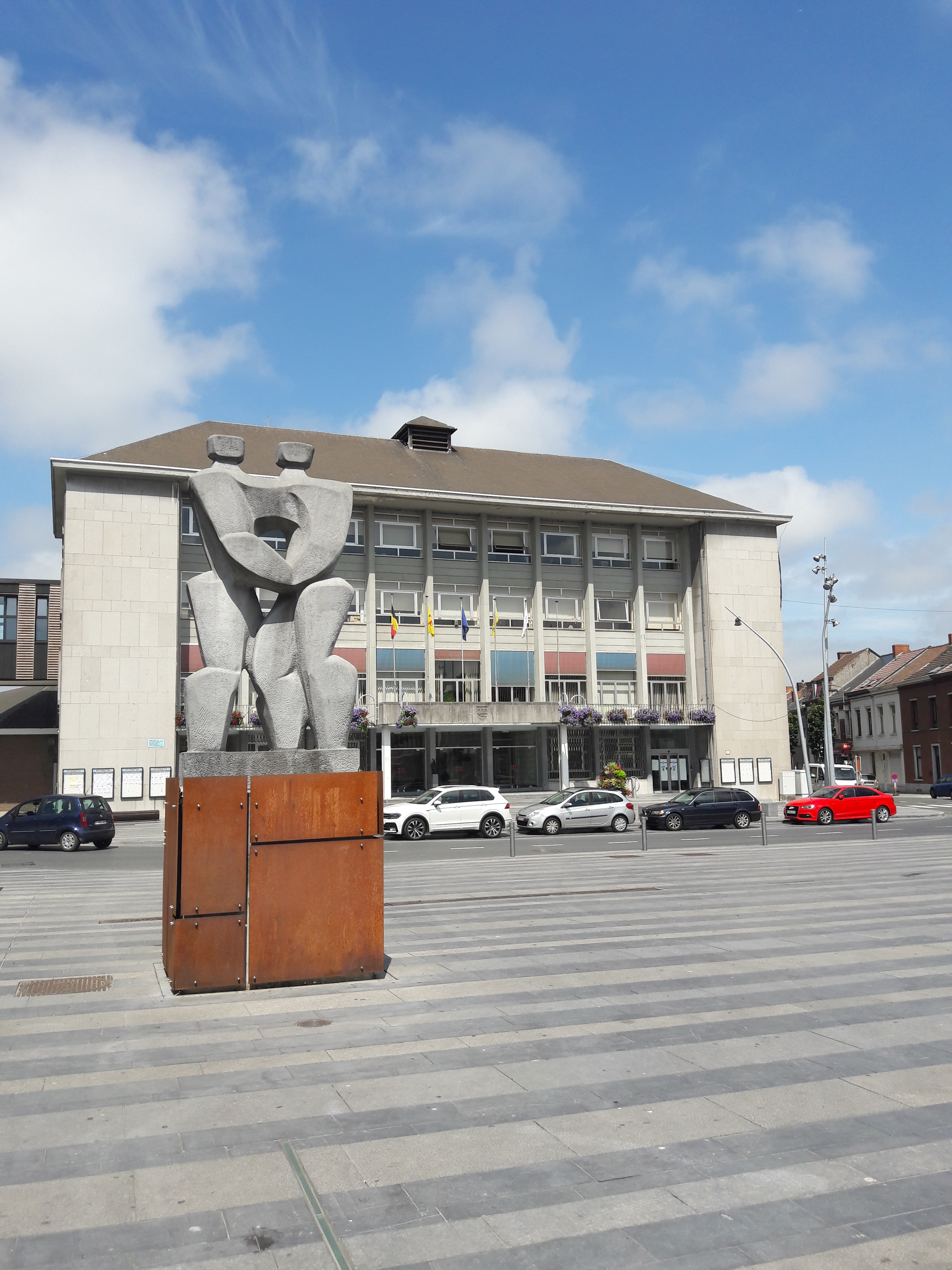
L'hôtel de ville et le monument de la Paix.

##### Autres bâtiments
- Hôtel de ville. Les plans de ce premier hôtel de ville furent dressés par l'architecte Hubert. Ils furent adoptés par le conseil communal le 11 décembre 1866. Les travaux débutèrent très rapidement. Il se terminèrent en 1869[69]. À dater de 1911, les édiles communaux louviérois étudient déjà la possibilité de construire un nouvel hôtel de ville, plus vaste et plus fonctionnel. Le 23 décembre 1966, le conseil communal vote le projet définitif de sa construction. Le 30 mars 1967, la Députation permanente du Hainaut l'adopte. Moins de six mois plus tard, la démolition de l'ancien hôtel de ville débute. Le 9 septembre de la même année, on pose la première pierre du nouvel édifice, qui est inauguré le 25 février 1971[70]. Devenu exigu pour contenir les services administratifs et fait l'objet d'un projet d'agrandissement à l'aube du XXIe siècle, de la création d'une cité administratif ouvert en 2015. Elle est reliée à l'hôtel de ville par une passerelle et abrite un centre d'accueille et d'informations ainsi qu'un département de la citoyenneté[71].
- Théâtre. Le premier théâtre de La Louvière apparaît vers 1882 dans la rue Charles-Nicaise. La construction qui l'abrite est la propriété de la famille Boël. En 1958, la commune de La Louvière entreprend la construction d'un nouveau théâtre sur la place Communale. Ouvert en septembre 1960, il permet d'accueillir plus de 1 000 personnes pour des représentations diverses[72].
- Ancien palais de justice. Construit vers 1900 à une demande de l'Association des Industriels et Négociants de transférer les services de justice de paix installés jusqu'alors au Rœulx, le bâtiment qui devrait être détruit est finalement restauré et accueille depuis 1987 le musée Ianchelevici[71].
- Centre hospitalier de Tivoli. Inauguré le 18 juin 1976[73], conçu par le bureau d'architecture Hoet et Minne, l'hôpital comprend dix niveaux et totalise une superficie de 54 000 m2. Il possède 515 lits agréés, des polycliniques et une unité de dialyse extrahospitalière[74]. Une nouvelle aile baptisée « Cœur du Hainaut », d'une superficie de 4 000 m2, est inaugurée en 2024[75].

#### Industriel
- Ascenseurs à bateaux du canal du Centre.

Les ascenseurs à bateaux du canal du Centre sont quatre ascenseurs hydrauliques pour bateaux construits en Belgique entre 1888 et 1917. Ils permettent de compenser ensemble une dénivellation de 66 mètres. De ces quatre ascenseurs, l'un permet de rattraper une dénivellation de 15,40 mètres de dénivellation, les trois autres 16,93 mètres chacun. Les ascenseurs se trouvent sur un canal de liaison entre le bassin de la Meuse et l'Escaut, dénommé canal du Centre, à proximité de la ville de La Louvière, dans la province de Hainaut en Région wallonne.
- Bois-du-Luc.

Bois-du-Luc est l'un des plus anciens charbonnages de Belgique se situant à Houdeng-Aimeries, actuelle commune de La Louvière, et dont l'activité a cessé en 1973. La cité ouvrière a été construite entre 1838 et 1853. Le site a fait l'objet d'une réhabilitation et d'une mise en valeur culturelle (2002). Le site est classé patrimoine exceptionnel de Wallonie (1996) et a été inscrit au patrimoine mondial de l’UNESCO (2012).
- Anciens fours-bouteilles de la faïencerie Boch .

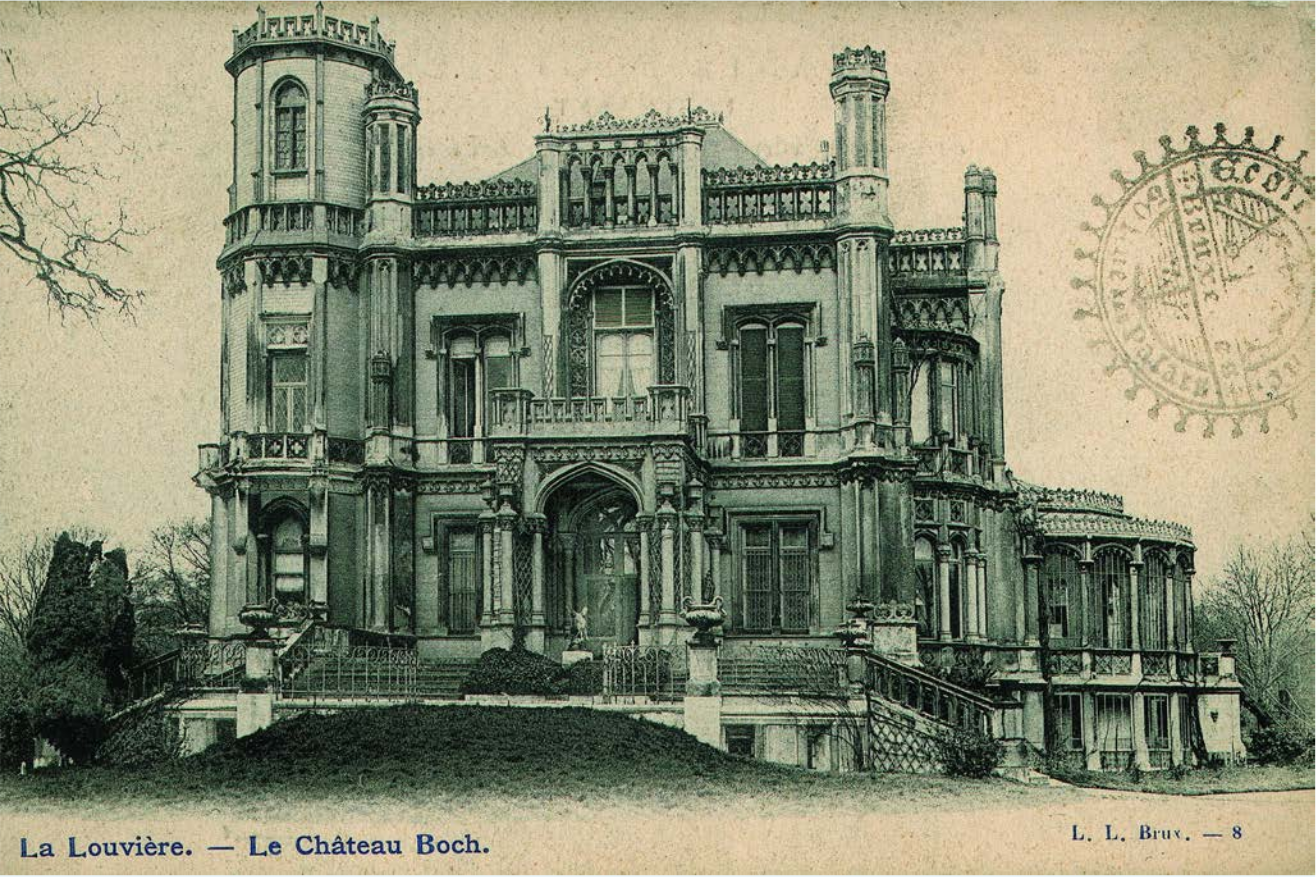
Le château de La Closière (dit Château Boch) (1857-1862).
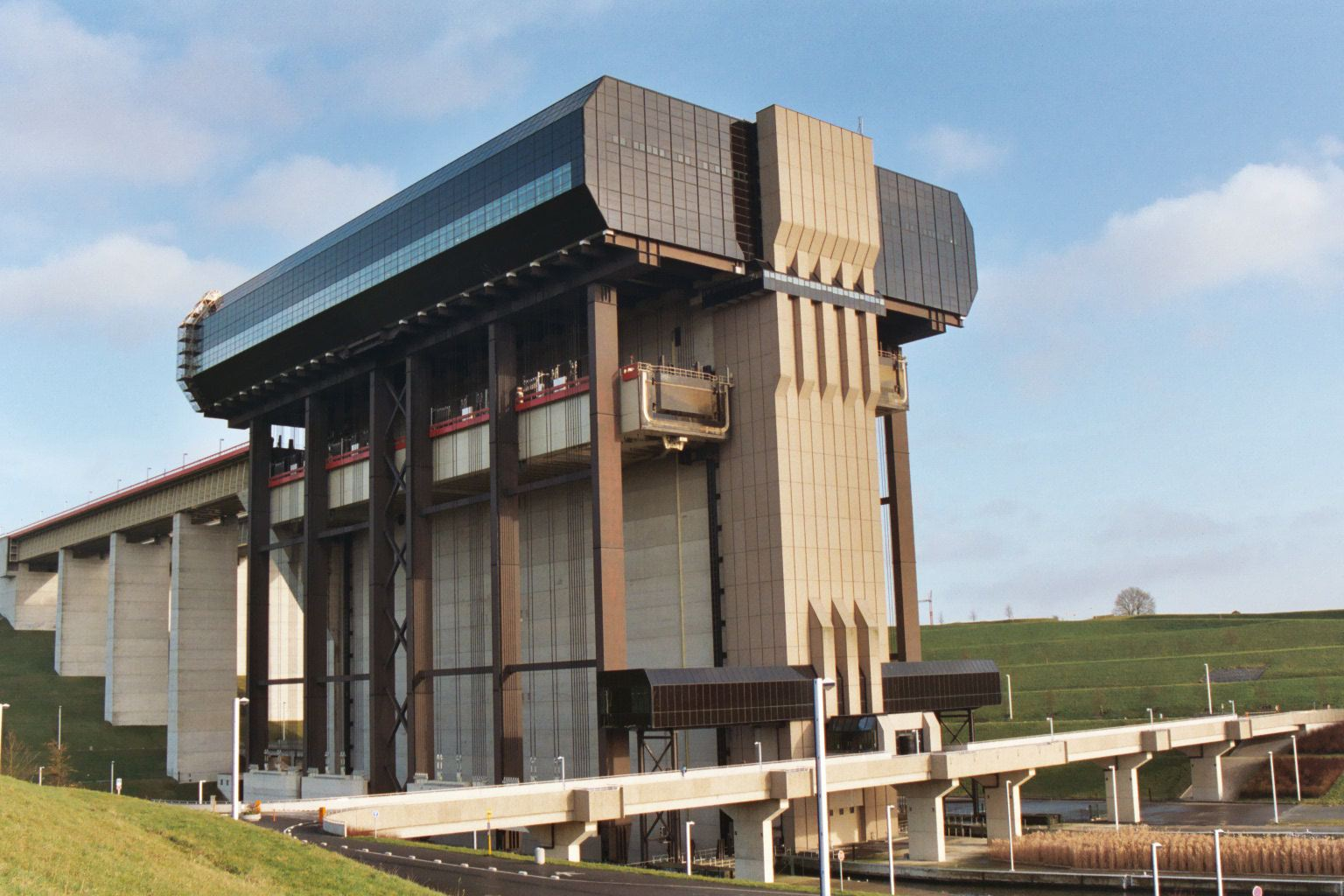
Ascenseur de Strépy-Thieu.
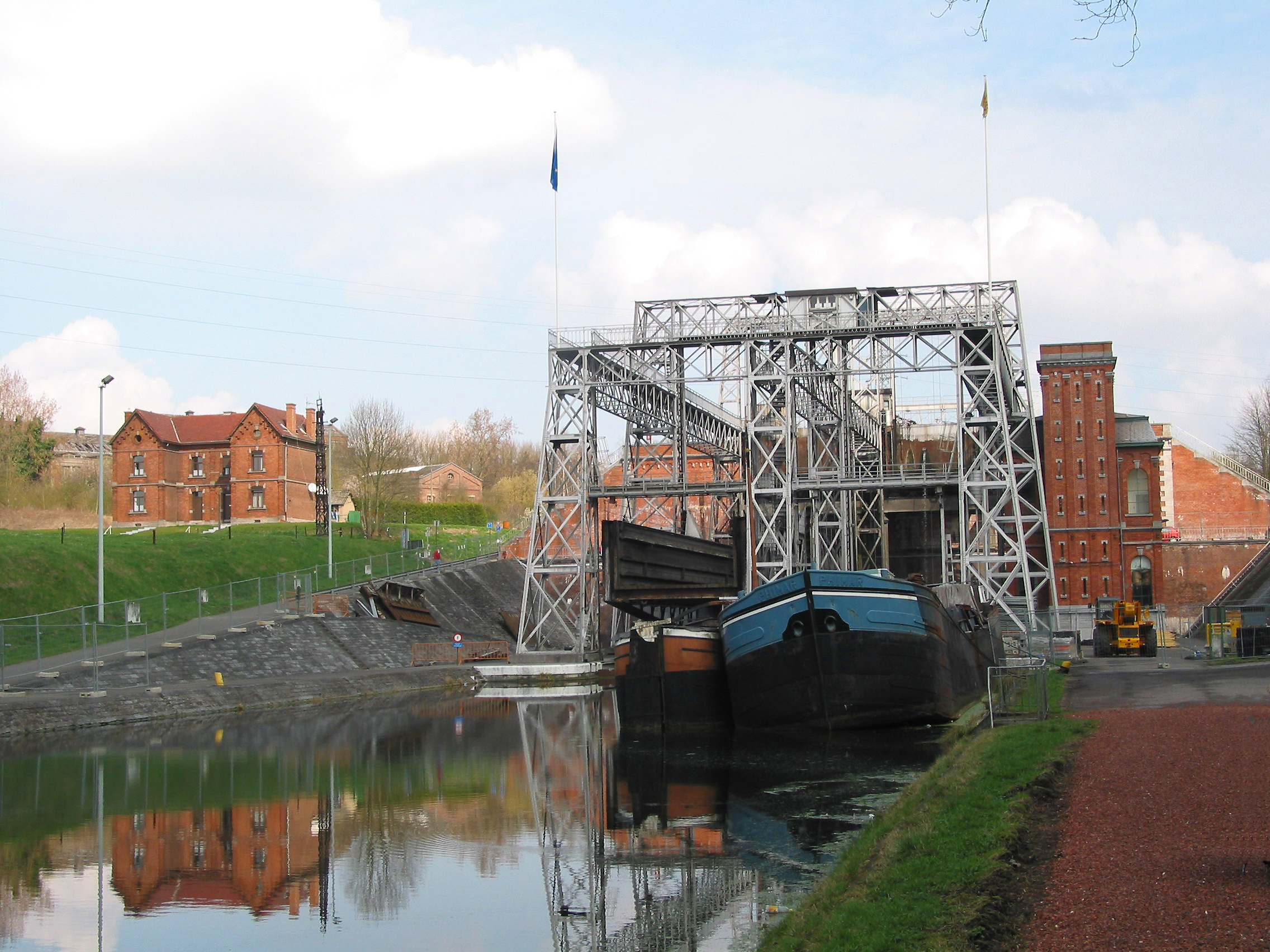
Ascenseur no 1 à Houdeng-Goegnies.
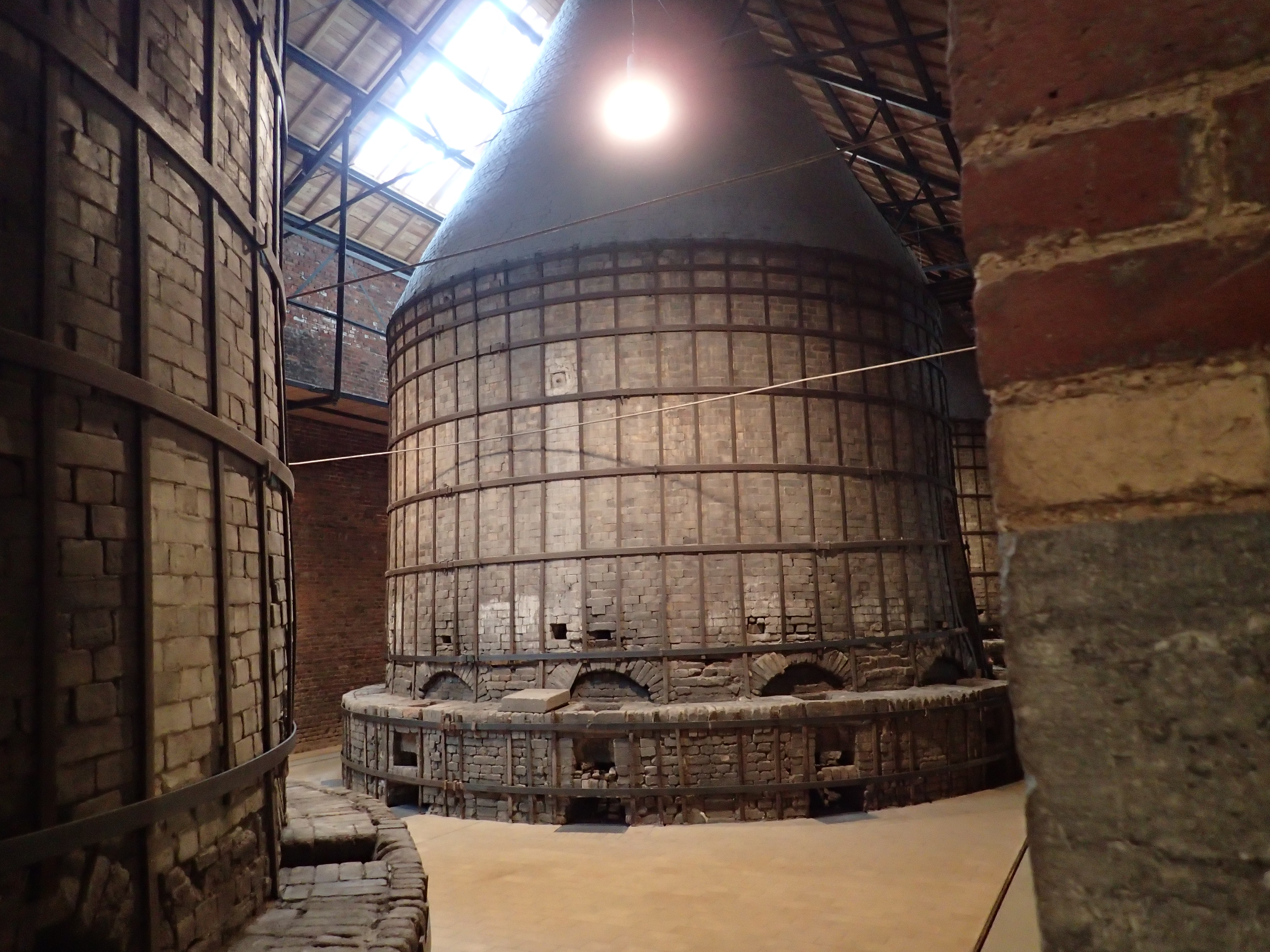
Les fours bouteilles au Centre Kéramis, classés en 2003[76]’[77].

### Culture

#### Musées
- Le Centre de la Gravure et de l'Image imprimée.
- Écomusée régional du centre au Bois-du-Luc.
- Musée Ianchelevici.
- Le centre Daily-Bul & Co (archives du mouvement surréaliste Daily-Bul).
- Le Centre Keramis (musée et lieu d'art et de création consacré à la faïence et à la céramique).
- Théâtre : Central Théâtre La Louvière.

#### Monuments

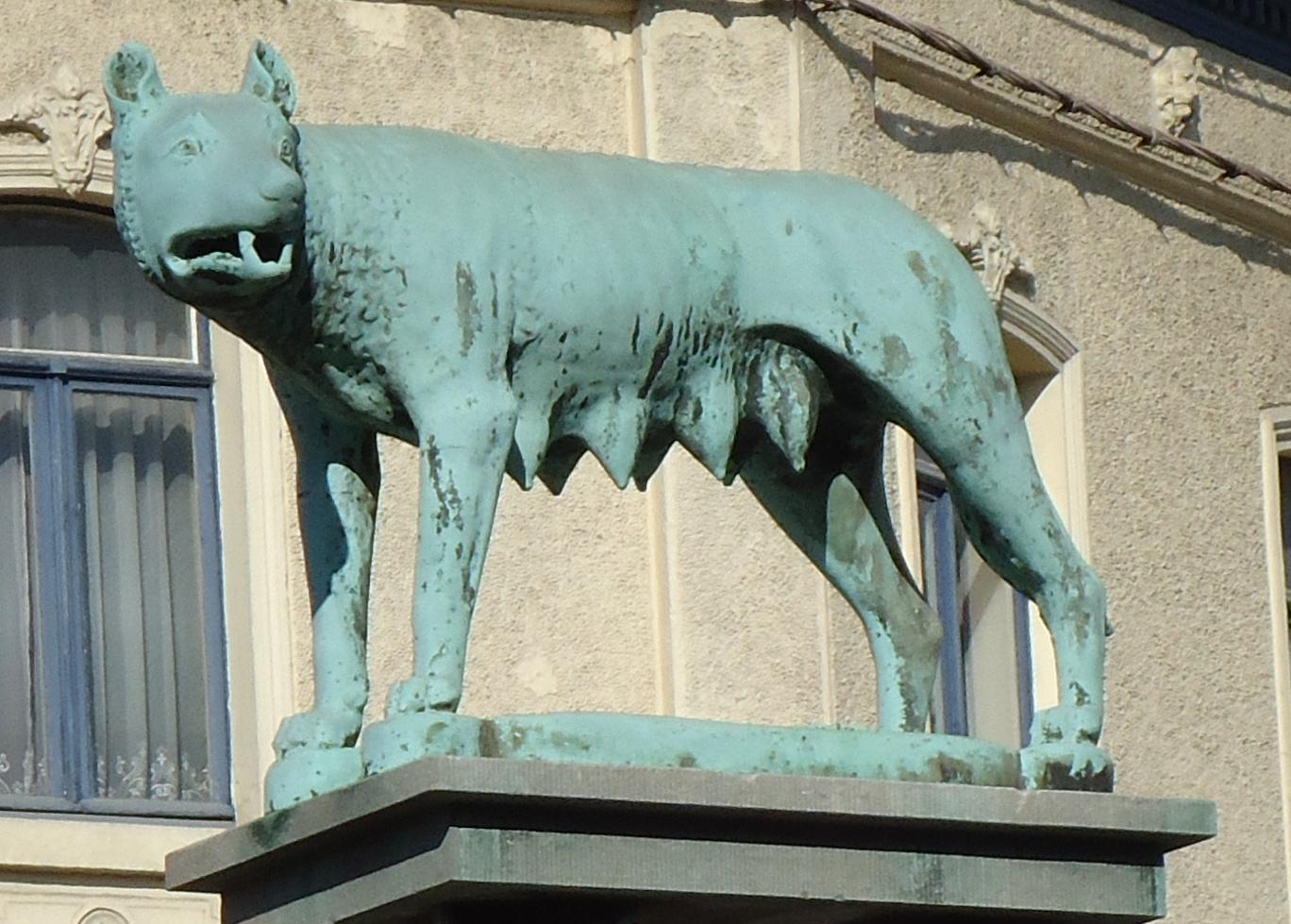
Statue de la Louve.

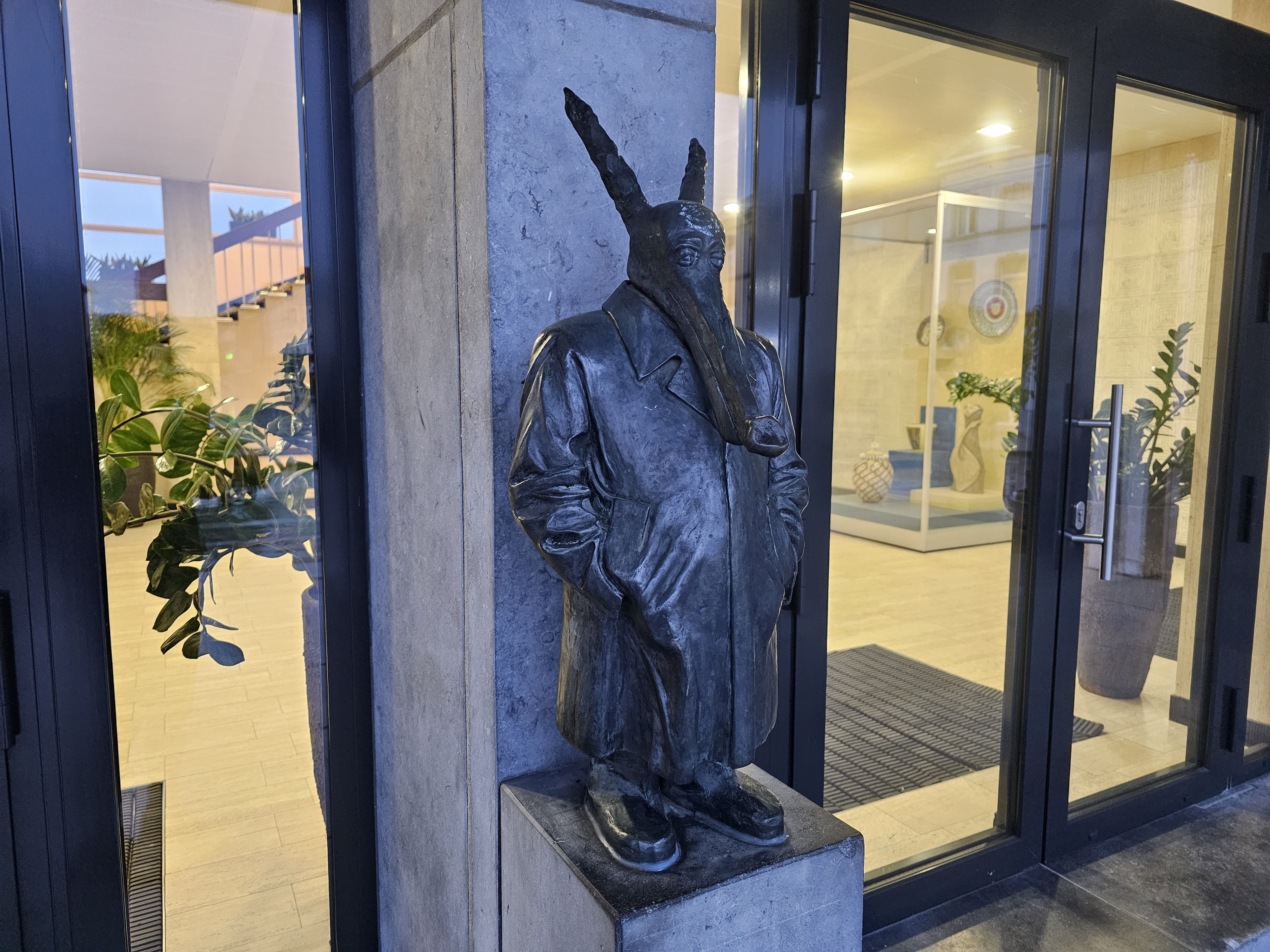
Le Loup blanc.

- La Louve. Le monument de la Louve érigé place de La Louve évoque l'origine de la cité, née d'une légende aux loups. Inauguré le 26 juillet 1953, il est l'œuvre de l'architecte Jacques Depelsenaire et du sculpteur Alphonse Darville, de Charleroi[78]. Cette statue est inspirée de la louve romaine.
- L'Appel. Réalisé en 1939 par le sculpteur Idel lanchelevici, le monument « L'Appel », acheté par l'administration communale juste avant la Seconde Guerre mondiale, a été caché au plus profond d'un atelier jusqu'à la Libération. Placé en haut du boulevard Mairaux, le monument est inauguré le 24 septembre 1945. Construite dans un premier temps en ciment, la statue est coulée en bronze en 1967. Pour l'occasion, elle est déplacée à l'entrée de la place Communale, avant d'être définitivement installée sur la place Keuwet[79].
- La Paix. Œuvre du sculpteur sonégien Michel Sievenart. Elle est érigée sur la place Communale en 1969, à l'occasion de la célébration du centenaire de La Louvière, première ville belge de la Paix[80].
- Monument d'Amand Mairaux. Œuvre de Victor Rousseau, il est inauguré le 30 août 1896 et représente le fondateur de La Louvière[68].
- Monument aux morts de 1914-1918. Œuvre du sculpteur Alfred Courtens, il est inauguré le 7 octobre 1923[81]. Il se situe dans le parc Warocqué.
- Monument aux victimes de la guerre 1940-1945. Inauguré le 21 juin 1958, il rappelle les noms des prisonniers de guerres, prisonniers politiques, victimes des bombardements et des soldats tués lors de la campagne des 18 jours[82], [83]. Il est situé sur la place Mattéotti.
- Les Capteurs de Ciel. Œuvre de Pol Bury installée en 2005 au rond-point du Bosquet[84].
- Le Loup blanc. Réalisée en 1996, cette sculpture représente l'ancien bourgmestre louviérois Michel Debauque (1934-2003) avec une tête de loup et portant un pardessus. Elle trône actuellement à l'entrée de l'hôtel de ville.
- Le Scribble. Sculpture de Michel François en cuivre représentant un arbre[85].
- Monument Marguerite Bervoets. Élevé dans la cour d'honneur du Lycée Royal (actuellement athénée royale). Inauguré le 7 novembre 1946, dédié à Marguerite Bervoets et Laurette Demaret, héroïnes de la guerre 1940-1945[86]. Marguerite, née à La Louvière, héroïne de la résistance, est décédée en 1944 à Wolfenbüttel en Allemagne[87]. Le monument est l'œuvre du sculpteur Brognon[88].
- Le mémorial Albert 1er. Élevé sur la façade de la Banque Nationale rue Albert 1er, il fut inauguré le 14 juin 1936[89].
- Le mémorial Vî-Stou, dédié à la mémoire de Léopold Dupuis, auteur compositeur wallon (1859-1932)[90].
- Monument de la Chanson Wallonne, œuvre de l'artiste louviéroise Louise Nopère, dédiée aux conteurs et interprètes wallons du Centre. Érigé dans le parc rue Warocqué[89].
- Stèle de Paul Leduc, dédiée à la mémoire du peintre louviérois, s'élève dans le parc de la rue Warocqué[89].

#### Cercle d'art
- Les Amis de l'Art, fondé en 1908 et actif jusqu'en 1984, organise 68 salons annuels[91].

#### Naturel
- Réserve naturelle des étangs de Strépy[92],[93],[94].

#### Folklore
À la Mi-Carême, La Louvière s'anime au rythme des tambours résonnants et des sabots frappant le sol de ses célèbres Gilles. Les premières mentions du carnaval remontent à 1856, dans le quartier de Baume. Entre 1875 et 1877, il a connu une évolution importante avec l'apparition des premiers Gilles, tels que ceux du Hocquet et du Mitan-des-Camps. Le premier grand cortège traditionnel du lundi de Laetare a rassemblé des sociétés de Gilles ainsi que de nombreuses troupes de fantaisie comme des Pierrots et des Marins. Le carnaval a véritablement pris son essor, rassemblant de nombreuses sociétés locales et régionales. Pendant l'entre-deux-guerres, de nouvelles sociétés de fantaisie ont émergé, et un comité des fêtes communales a été formé pour organiser les événements. Chaque année, le carnaval attire toujours un large public.

Le carnaval de La Louvière en 2019.
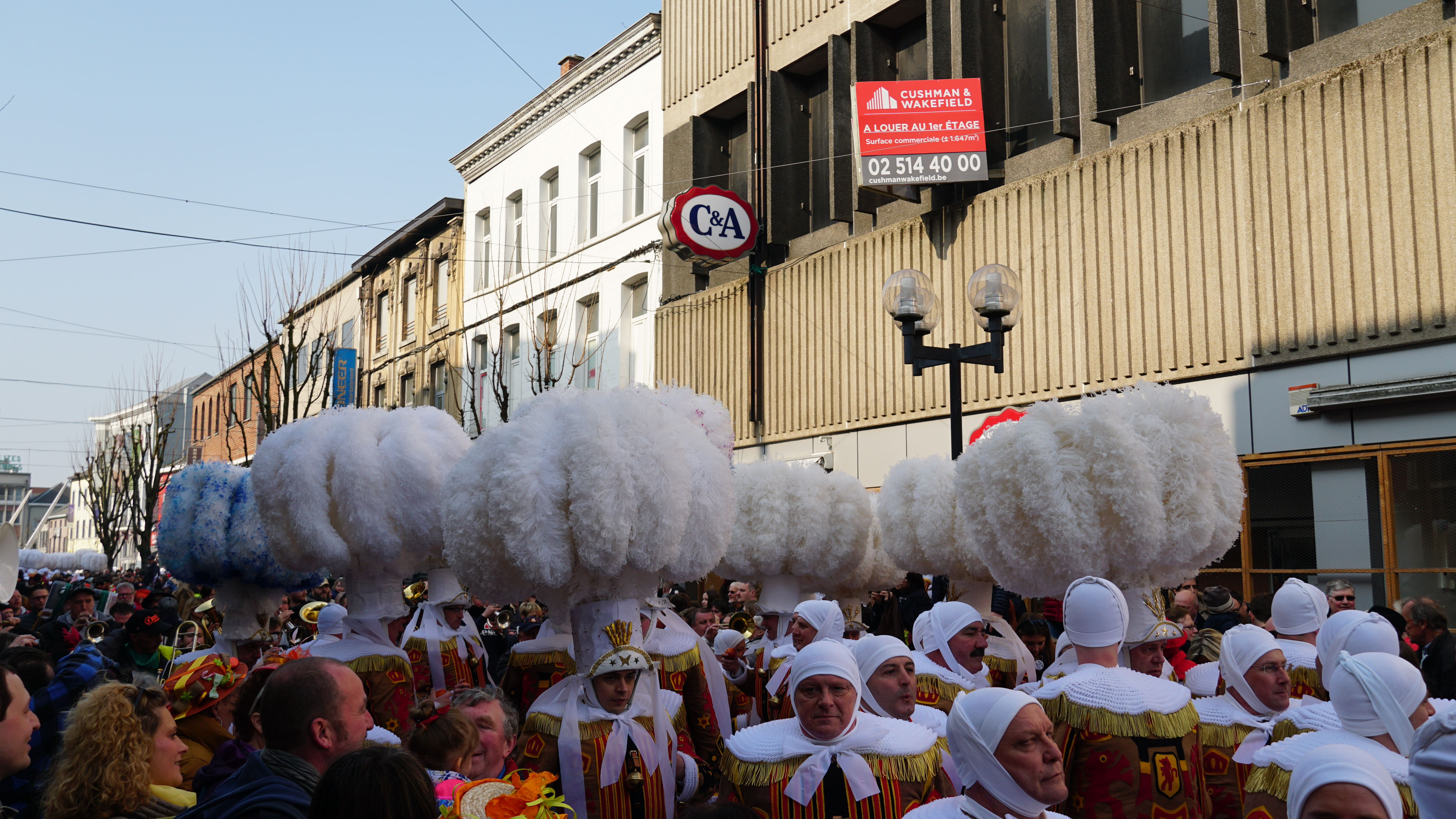
Les Gilles dans la rue Albert 1er.
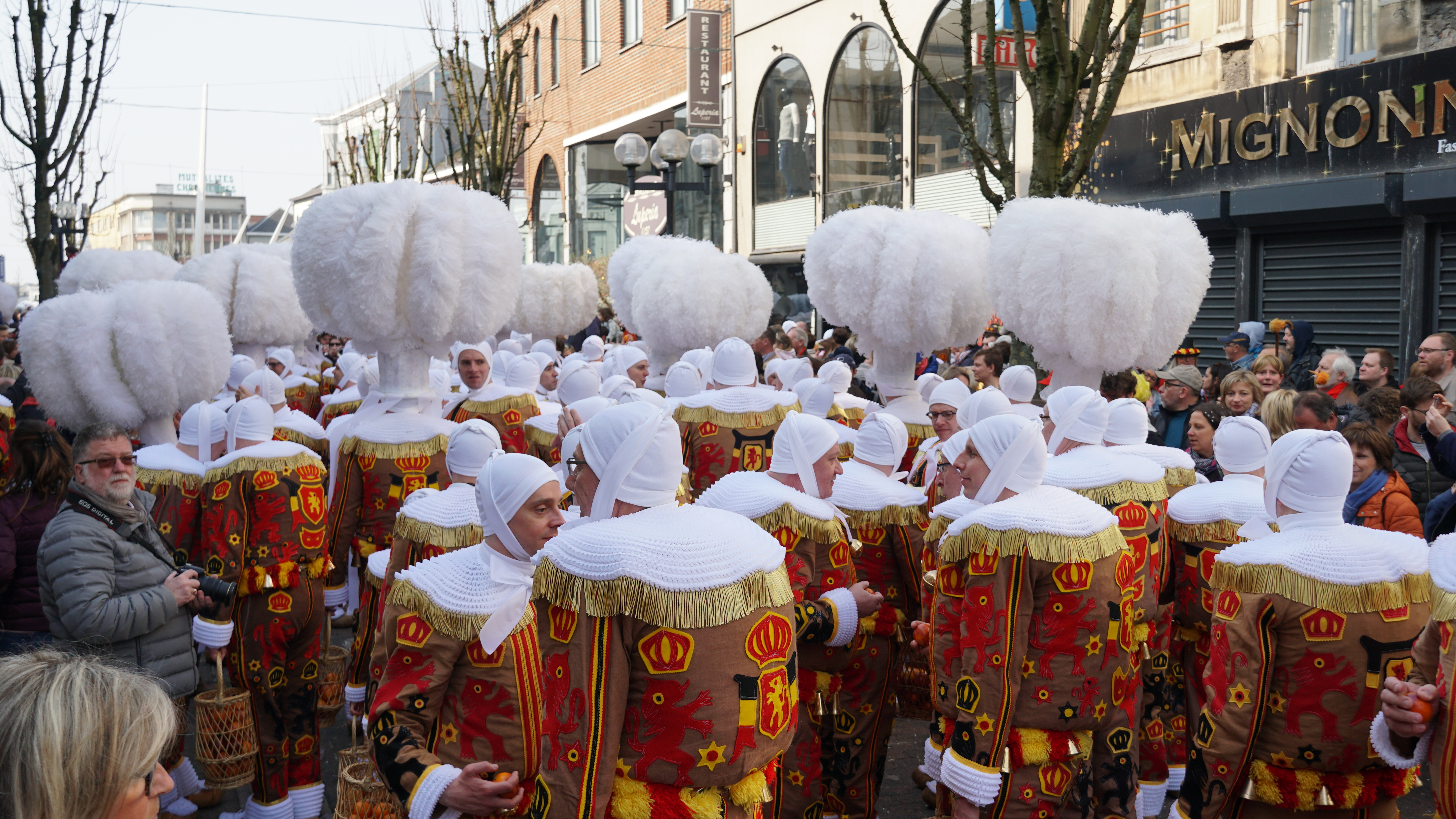
Les Gilles dans la rue Albert 1er, avec leurs chapeaux à plumes.
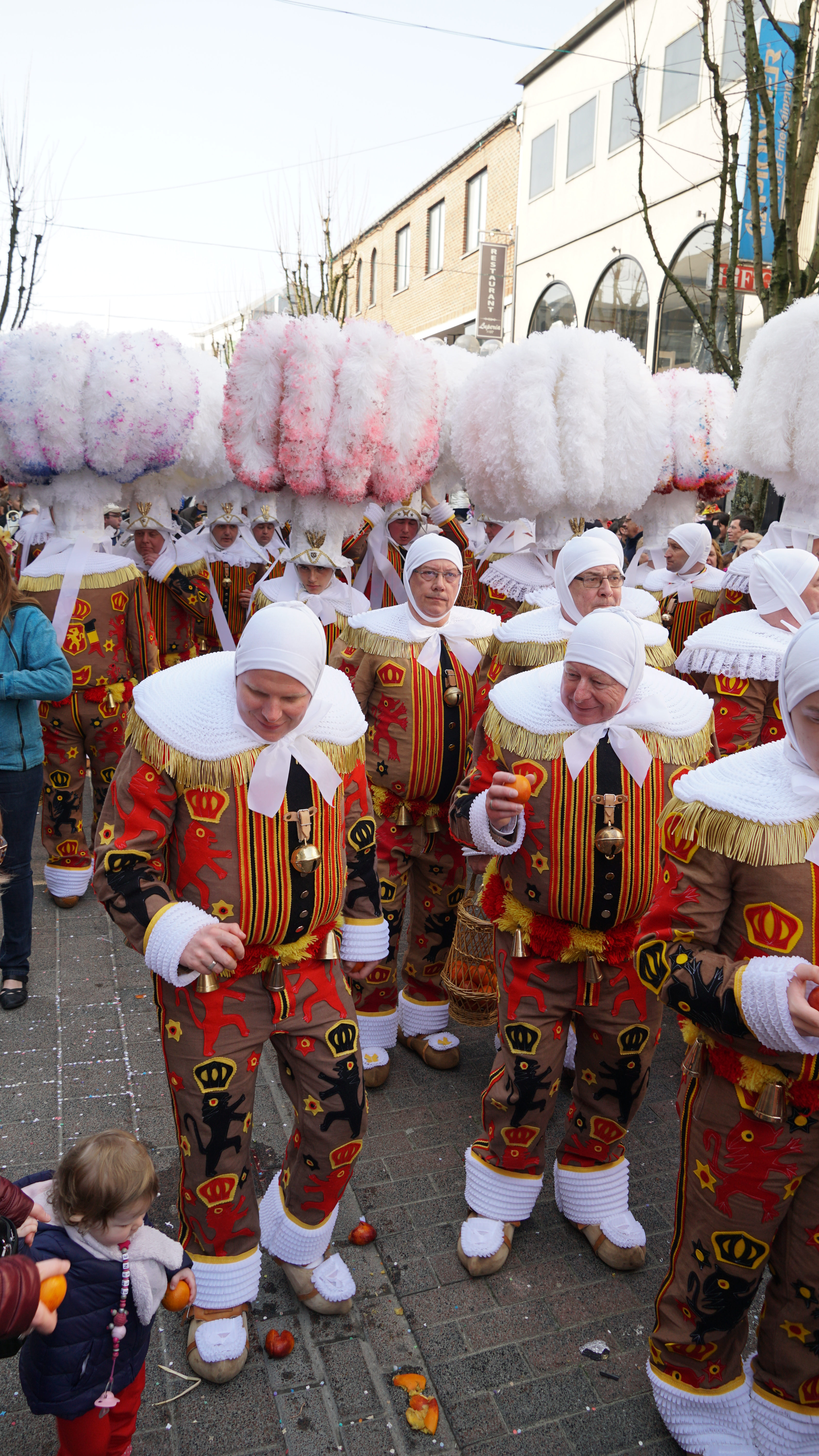
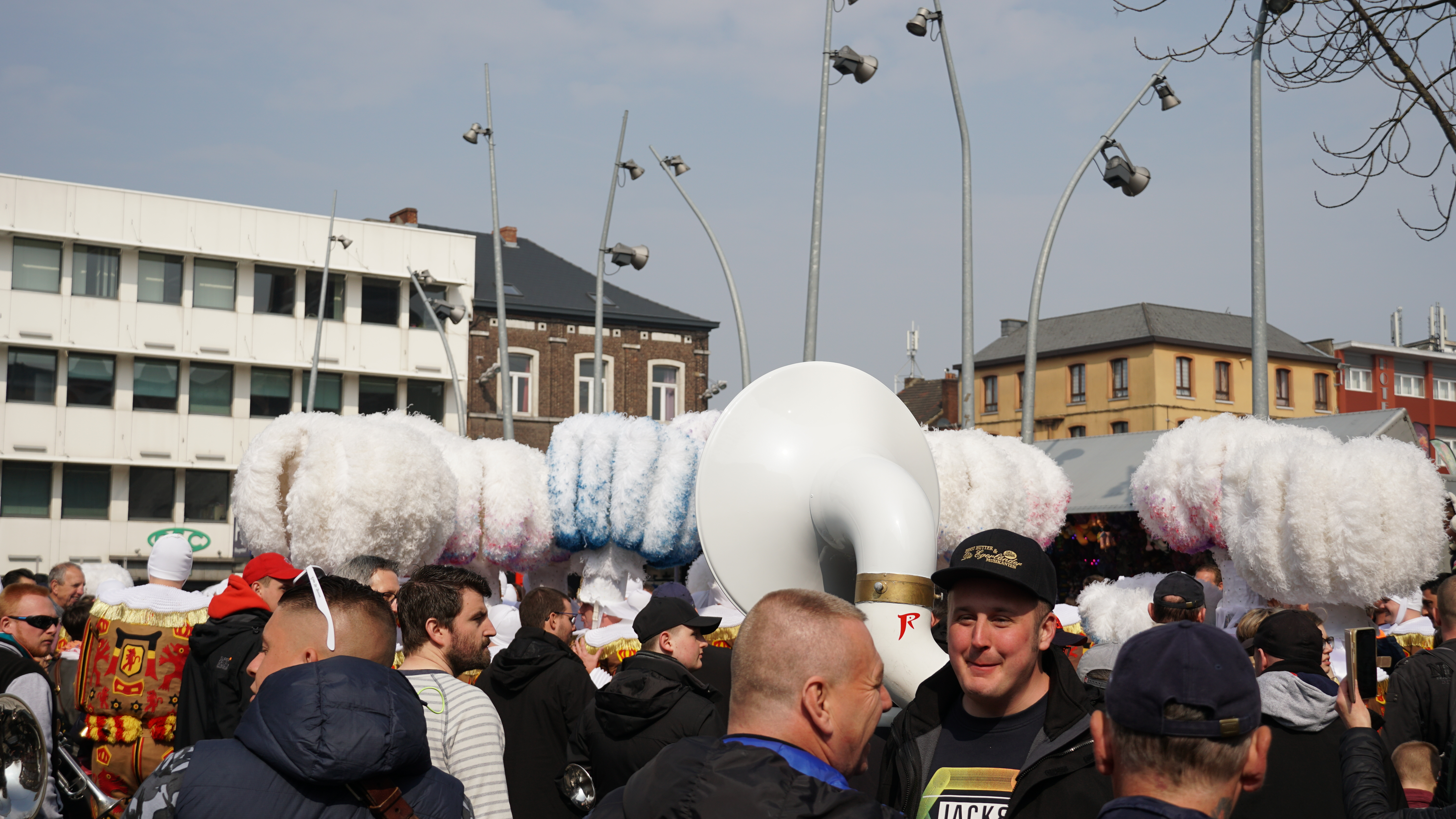
Les Gilles sur la place Maugrétout.
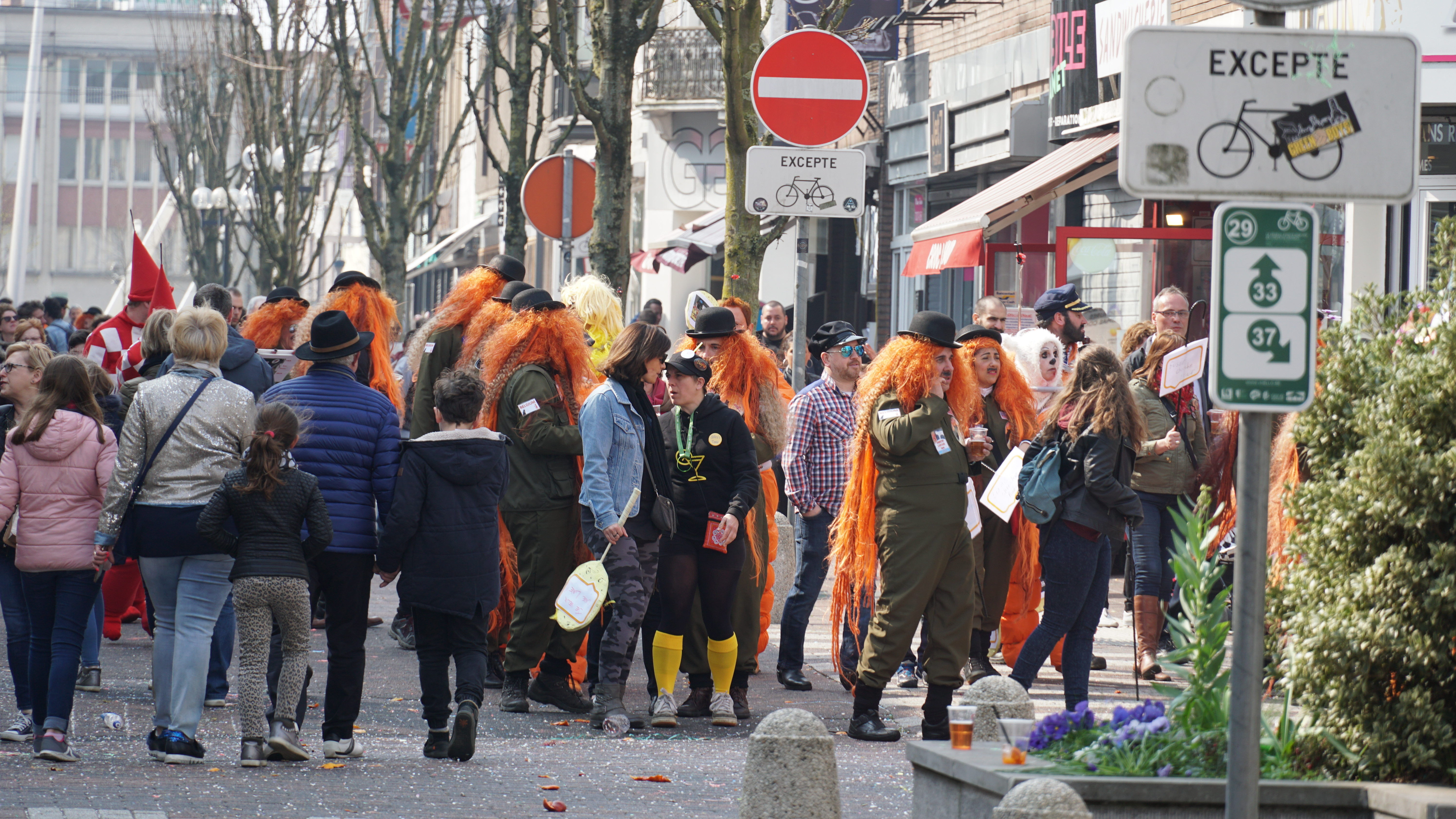
Costumés dans la rue Albert 1er.
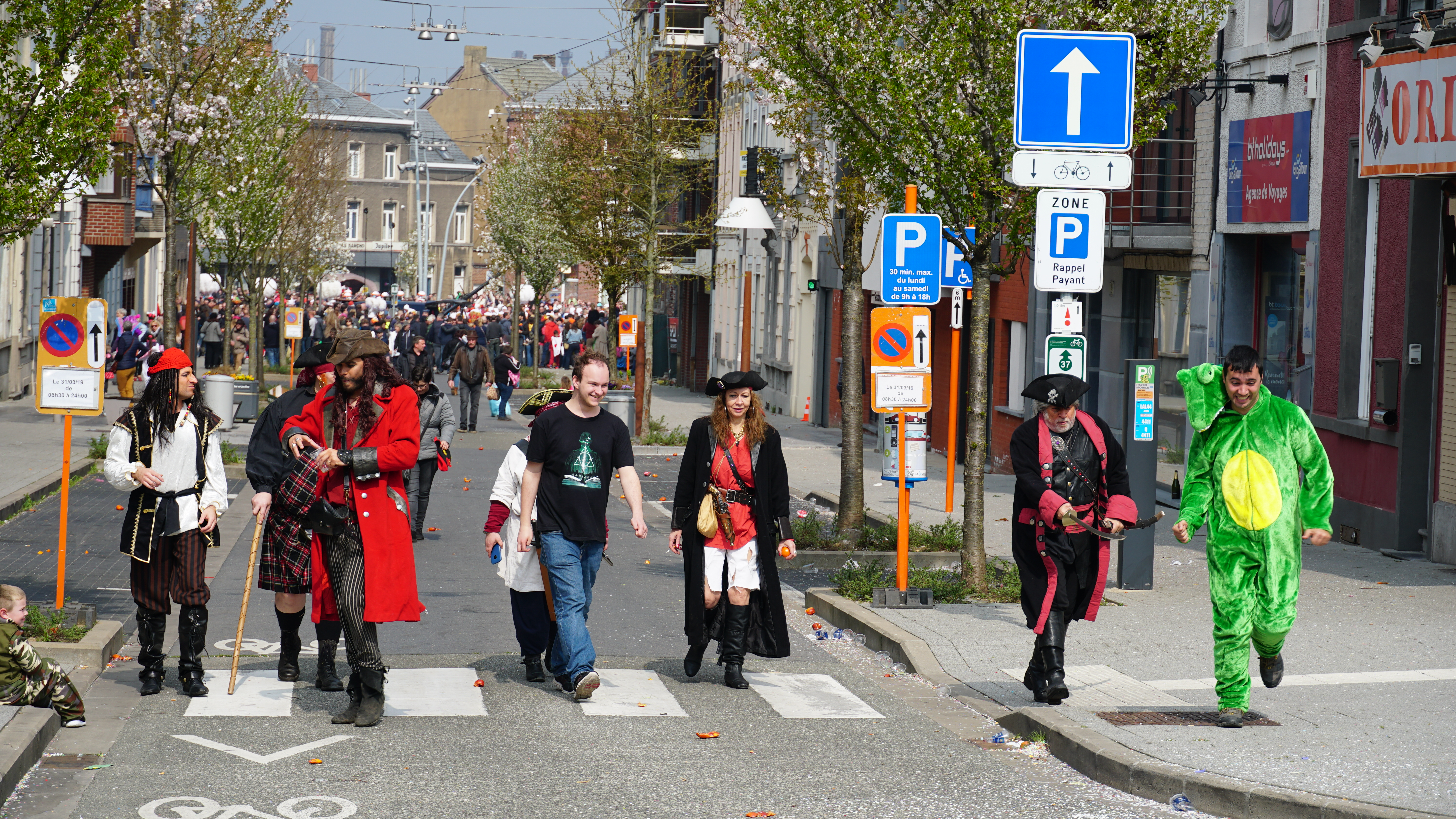
Quelques costumés à la rue de la Loi.
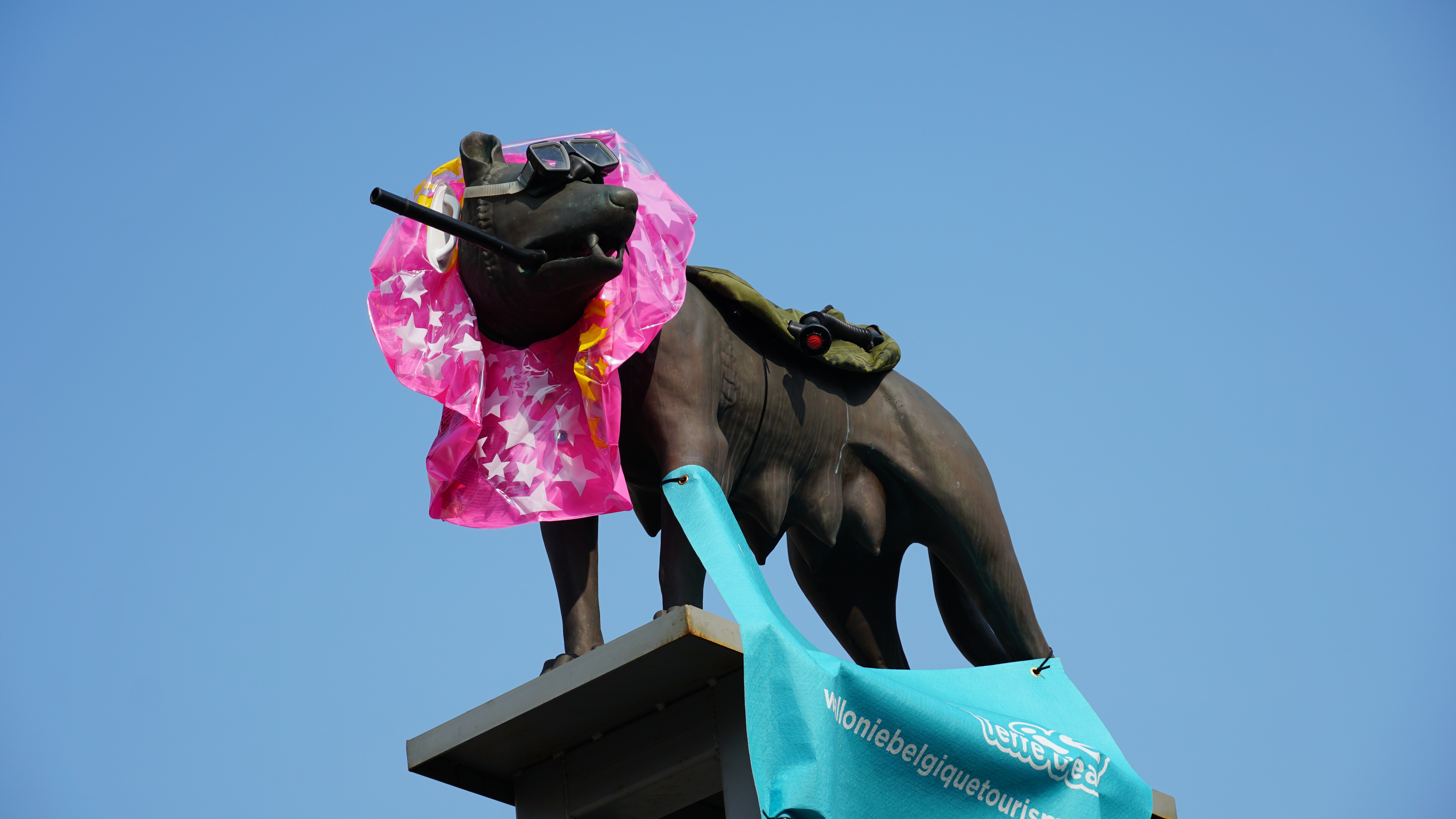
La Louve décorée pour l'occasion.

#### Médias
La chaîne régionale Antenne Centre Télévision dont sont siège est à Houdeng-Aimeries.

#### Événements

##### Louvexpo
Pour accueillir des expositions, la ville de La Louvière possède Louvexpo, un espace inauguré en 2012 sur le site de l'ancien hall des expositions. Ce vaste complexe, dessiné par le bureau d'architecture Carré 7, contient une surface d'exposition de 4 800 m2 modulables en cinq espaces, un espace de restauration des salles de réunion, des loges, etc.. Voué aux expositions, concerts, salons et autres meetings, le bâtiment affiche une architecture contemporaine qui lui confère des allures de vaisseau spatial stationné aux abords de la ville.

##### Récurrents
- Le Laetare, carnaval de La Louvière.
- Décrocher la lune, opéra urbain (événement triennal).
- Power Festival, festival de musique.
- Festival 5 sur 5, festival du cinéma documentaire.
- Fêtes de Wallonie.
- Les Rencontres d'Automne du Théâtre Action - Enragez-vous.
- Biennale Artour (événement biennal).
- Le jardin des Loups.
- La Louvière Plage[100].

##### Isolés
- 1935, exposition internationale sur le Surréalisme.
- 1969, centenaire de La Louvière.
- 2001, visite princière, parade des allumeurs.
- 2002, inauguration de la réfection du Bois-du-Luc, inauguration de l'ascenseur de Strépy-Thieu.
- 2003, visite royale.
- Décembre 2008, parade de Noël de RTL.
- 2012, durant l'année entière, La Louvière est métropole culturelle de la Communauté française de Belgique.
- Décembre 2016, parade de Noël de RTL.
- Novembre 2017, préouverture du théâtre de La Louvière.
- Avril 2019, 150e anniversaire de La Louvière.

## Éducation
La ville de La Louvière est dotée d'un grand nombre d'établissements scolaires allant de l'école maternelle à l'enseignement supérieur.
L'enseignement communal y est géré par le Département de l'Éducation de la Formation (DEF) dont les bureaux sont situés dans la cité administrative de la place Communale.

## Économie

### Industries
En 1869, au moment de l'érection de La Louvière en commune distincte, la vie industrielle était particulièrement active. Une statistique officielle établie le 20 juillet 1882, recensait à La Louvière 22 établissements de grande industrie qui occupaient 6 803 ouvriers, et signalait bon nombre d'ateliers moins importants mais employant ensemble plus de 500 artisans. Certains de ces établissements disparurent, remplacés par d'autres ou engloutis par eux. Mais de nouveaux éléments de prospérité s'ajoutent.
Les moulins établis par Armand Mairaux sont repris par Clément Dambot en 1880. Dotés d'installations modernes, ils furent accordés aux chemins de fer et vicinaux.
En 1890, une usine à gaz fut installée non loin des moulins Dambot. Des gazomètres et des fours à gaz alimentent, depuis lors, La Louvière et de nombreuses communes du Centre.

#### Charbonnages

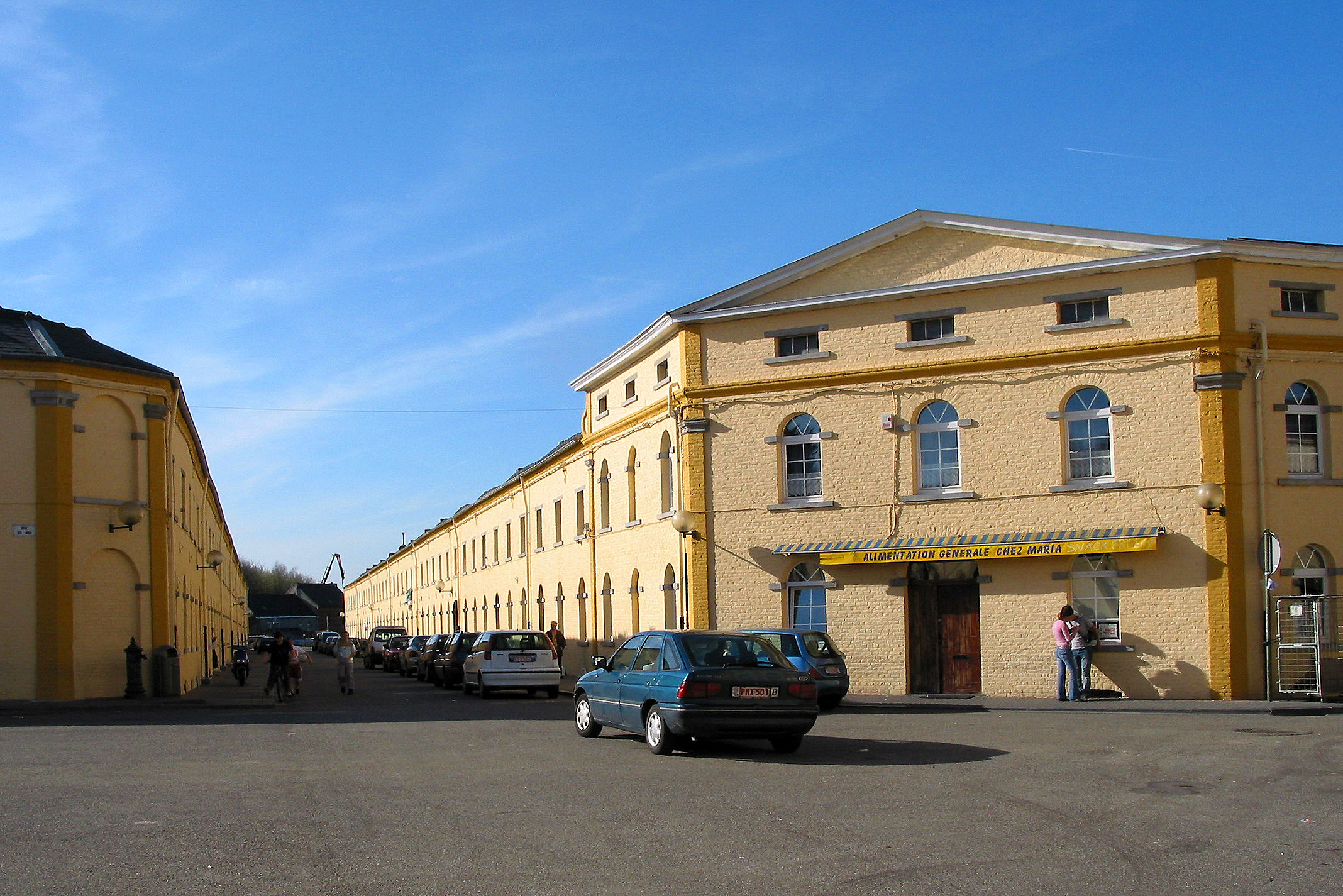
La cité ouvrière « Carrés du Bois-du-Luc », à Houdeng-Ameries.

Dès 1390 sur les terres de La Louvière, il est connu que l'on tirait du charbon d'après une chronique de l'abbé Engilbert Maghe, de Bonne-Espérence. Dès 1428, l'exploitation du charbon est signalée de même sur les terres des lieux nommés Sars-Longchamps qui entouraient la ferme abbatiale fondée par l'abbaye d'Aulne. L'on peut considérer que ces « charbonnières », signalées dès le XVIe siècle, comme de simples « lieux de ramassage » du charbon que des filons particulièrement prodigues avaient amené à même la surface du sol.
Ces charbonnières primitives végétèrent donc très longtemps et furent souvent abandonnées parce que l'inexpérience des ouvriers, autant que les tracasseries fiscales des seigneurs terriens, rendait les premiers pas difficiles. En fait, l'industrie charbonnière ne devint réellement productive qu'au début du XVIIIe siècle.
Depuis le XIIIe siècle, du charbon était extrait à Houdeng et à Goegnies. Le 14 février 1685, la Société du Grand Conduit et du Charbonnage d'Houdeng qui allait devenir les Charbonnages du Bois-du-Luc est fondée par trois comparchonniers (maîtres-charbonniers) et quatre bourgeois, auxquels se joindra, la même année, François-Joseph le Danois, comte de Cernay et seigneur de Houdeng. Cette société est considérée par certains historiens comme "la plus ancienne société charbonnière capitaliste d'Europe et donc du monde". Le charbonnage a poursuivi son exploitation jusqu'en 1973.
La société du Charbonnage de La Louvière fut créée le 27 juin 1735. Le 1er juillet 1886, la société prenait le nom de Société anonyme des Charbonnages de La Louvière, La Paix et Saint-Vaast, et le 1er janvier 1897, cette société opérait sa fusion avec la Société anonyme de Sars-Longchamps et Bouvy.
À La Louvière, il y avait deux concessions :
- La Louvière-La Paix qui avait les puits : no 1 d'En-Haut, no 2 de la Croix, no 3 de Sainte-Marie, no 4 de Saint-Hubert, no 5 de l'Espérance et no 6 de Sainte-Barbe.
- Les Charbonnages de Sars-Longchamps qui avaient plusieurs sièges : Siège no 1 Bouvy, Siège no 2 Bonne Espérance, Siège no 3, Siège no 4, Sièges no 5 et no 6[108].

#### Anciennes industries

##### Société anonyme des Carrelages du Centre
La société anonyme des Carrelages du Centre est fondée en 1898, et d'autres établissements de moindre importance apparurent et contribuèrent, eux aussi, à la prospérité de la cité.

##### La Brugeoise et Nicaise et Delcuve
La société La Brugeoise et Nicaise et Delcuve était le résultat de la fusion, en 1913, de deux puissantes société de construction de matériel fixe et roulant de chemin de fer : la Société Nicaise et Delcuve, dont la fondation remonde à 1855, et La Brugeoise, installée à Saint-Michel-lez-Bruges. Le but de cette fusion était de constituer un groupe puissant et complet de production.

##### Laminoirs du Centre
Ils furent fondés en 1867. L'usine était situé derrière l'hôtel de ville actuel. Elle occupait ce vaste emplacement et se trouvait, en sorte, à front de la rue des Forgerons qui prospéra rapidement. L'usine a cessé toute activité peu après la guerre de 1914-1918.

##### Faïencerie de Keramis

Logotype Keramis sur de la vaisselle ordinaire entre 1940 et 1945.

En 1841, les frères Boch, Eugène et Victor Boch, ainsi que leur beau-frère, le baron J.-B. Nothomb, possédaient des faïenceries dans le Grand-Duché du Luxembourg et dans le bassin de la Sarre. Faute de se décider en route, ils arrivèrent au bout de l'embranchement de Seneffe à La Louvière, là où se trouvait le quai de chargement, « le rivage », des Charbonnages de Sars-Longchamps (actuellement boulevard des Droits de l'Homme). L'emplacement fut jugé excellent, car la nouvelle usine allait être desservie d'une part par le canal, d'autre part par le chemin de fer de Mons à Manage, que les Anglais étaient en train de construire.
L'acte d'achat du terrain fut signé le 18 mars 1841, la première pierre fut posée le 1er août de la même année et l'usine mise en marche le 1er août 1844, jour où fut alimenté le premier four. Parallèlement à cet extension de l'usine, Keramis a aussi veillé jalousement à la constante amélioration de ses procédés de fabrication.
Immédiatement après la guerre, Keramis s'est lancé dans l'art moderne. À l'exposition de Paris en 1925, la production de La Louvière ne fut surpassée par celle d'aucune autre faïencerie.
Après une période de prospérité suivant la Seconde Guerre mondiale, les difficultés commencent dans les années 1970. L'entreprise se recentre alors sur la production de sanitaires. En 1985, après un dépôt de bilan, elle renaît sous le nom de Novoboch pour la partie sanitaire, en partenariat avec Sphinx Sanitair, et sous le nom de MRL Boch pour la vaisselle, grâce au soutien financier de la Région wallonne. Depuis 1993, une activité touristique axée sur la faïence s'est également développée sur le site.
La faillit de la faïencerie a été prononcée le 7 avril 2011, stoppent définitivement la faïencerie Boch dans la région du Centre.

##### Usines Gustave Boël
Les usines Gustave Boël furent créées en 1850. Elle fabriquaient, au début, les fers marchands, profilés et rails en fer. En 1884, elles se composaient d'une aciérie Bessmer, de fours à puddler et de laminoirs à fer et à acier, ainsi que d'une boulonnerie et d'une fabrique de fers à cheval. Un programme d'agrandissement fut méthodiquement organisé. De 1884 à 1900, pour perfectionner les laminoirs, on créa un blooming (sorte de gros laminoir réversible transformant en blooms des lingots bruts) indépendant à deux caves, avec machine à vapeur réversible, un train trio à rail, deux trains moyens, un train de 300 et de deux petit trains de 250 avec train d'aisance indépendant.
Les usines Gustave Boël étaient ainsi un des plus grands établissements métallurgiques de la Belgique. Elles comprenaient alors : deux hauts fourneaux à production de 400 tonnes par jour, 81 fours à coke, une aciérie Thomas à trois convertisseurs, des laminoirs blooming indépendants, un gros train et train universel, deux trains moyens de 500, deux trains de 250 avec train d'aisance indépendant, un train de 300 avec dégrossisseur, un train d'aisance, un laminoir à fils, une aciérie Martin avec enfourneuse électrique, une fonderie d'acier comprenant deux convertisseurs et un four Martin, une fonderie de fonte (quatre cubilots) et de bronze, une boulonnerie, des ateliers de construction de tains montés et de cuvelage, avec tous les services annexes : moulins à scories, dolomie atelier de réparations, de parachèvement, menuiserie, centrale, tours à cylindre, magasins modernes, deux ponts chevalets de cinquante mètres de portée.
Pendant la guerre et, comme la plupart de ses consœurs belges, les usines Gustave Boël furent ravagées presque entièrement par les armées occupantes. En 1919, la reconstruction fut immédiatement entamée et se poursuivit jusqu'en juin 1924, époque à laquelle les usines furent remises en marche. Le 18 mai 1928, les aciéries de La Louvière devinrent officiellement les usines Gustave Boël, société anonyme.
Les usines Gustave Boël sont rachetées en 1999 par la société Duferco qui s'allie avec le géant russe Novolispetk (NLMK) pour subsister. Ce mariage d'entreprises est cependant rompu en 2011, contraignant Duferco à fermer définitivement ses portes en 2013.

##### Hauts fourneaux et fonderie de La Louvière société anonyme
Entreprise créée à La Louvière en 1853, par M. Cambier et Compagnie. Cette société y construisit dans le quartier du Hocquet le premier haut fourneau du Centre. En 1884, la firme fut transformée en société anonyme et en 1911, devant l'insuffisance des terrains qu'elle avait à sa disposition et dans l'impossibilité de s'agrandir, la société décida la démolition de ses hauts fourneaux et porta toute son attention sur le développement de sa fonderie et de ses ateliers de parachèvement. Elle décida donc de modifier ses installations de coulée verticale des tuyaux en leur substituant des moyens plus modernes. Mais l'usine fut victime de la récession économique et cessa toute activité. Une société française de fabrication de tuyaux en plastique tenta la reconversion de l'usine, elle fonctionna [Quand ?] sous la dénomination de Société Anonyme des Plastiques de la Louve.

##### Usines, Boulonneries et Étirage de La Louvière société anonyme
Fondé le 19 avril 1879 par Charles Nicaise, Évariste Nicaise, Alexandre Benoît et Charles Thomssin, cette société anonyme reprenait la suite de la société en nom collectif Charles Nicaise et Cie, fondée en 1875. Boulonnerie à sa naissance, cette société s'est successivement agrandie par sa création, 1913, d'un étirage à froid, puis, en 1945, d'une division de mécanique.

##### Société anonyme Usines Gilson
Cette société fut constituée en 1883 par Augustin Gilson. Elle prit le nom de Boulonneries de La Croyère pour reprendre les affaires d'un petit atelier occupant environ 50 ouvriers. Cette petite boulonnerie a prospéré dans la fabrication exclusive de son objet social jusqu'en 1903. Á cette époque, elle s'est engagée dans une nouvelle orientation par l'érection d'un petit train de laminoir à fer, suivie en 1910 par la construction d'un four Martin. C'est alors que la société a pris le nom des usines Gilson. Pendant les trente premières années de son existence, la société des usines Gilson, sous l'impulsion de son fondateur, a installé de nouveaux trains de laminoirs de différentes forces et s'est annexé aussi une fabrique de fers à cheval. La société possédait quatre divisions ; une boulonnerie, une aciérie Martin, un train blooming et des laminoirs divers, une fabrique de fers à cheval.

##### Société anonyme des Laminoirs de Longtain
Fondée le 1er janvier 1925 par Auguste Nicodème, Max Gilson et Fernand Clarat, cette usine fabrique essentiellement tous les profilés spéciaux en acier, par laminage à chaud et profilage à froid, cette dernière division ayant été créée en 1938.
La fermeture des Laminoirs de Longtain fut décidée en 1983.

##### Société Anglo-Franco-Belge de Matériel de chemin de fer à La Croyère
La société Anglo-Franco-Belge de matériel de chemins de fer, dont les usines sont situées à La Croyère (Belgique) existe seulement sous cette dénomination depuis 1928 environ, mais son origine la place parmi les plus anciennes firmes construisant le matériel roulant.
L'origine de la société remonte à 1859, date où fut fondée la Compagnie Belge pour la construction de matériel de chemins de fer, par la fusion des Ateliers Ch. Evrard, de Bruxelles, et des Établissements Parmentier, de La Croyère. Les usines acquirent rapidement une grande réputation et fournirent des locomotives, voitures et wagons, dans la plupart des pays d'Europe. En 1881, un changement complet fut décidé. Les usines de Bruxelles furent fermées et leur outillage transféré à La Croyère ; en même temps, une nouvelle usine était créée à Raismes, en France. La Compagnie Belge pour la construction de matériel de chemins de fer devint alors une compagnie française, sous la dénomination de société Franco-Belge pour la construction de machines et de matériel de chemin de fer, qui changea de nouveau en 1911 pour devenir la société Franco-Belge de matériel de chemin de fer.
Au début de 1967, la situation au niveau des commendes et de la trésorerie devint catastrophique. Les préavis sont remis au personnel. L'usine est occupée à partir du 16 mai, et ferme ses portes durant trois semaines.

### Transports

#### Les canaux

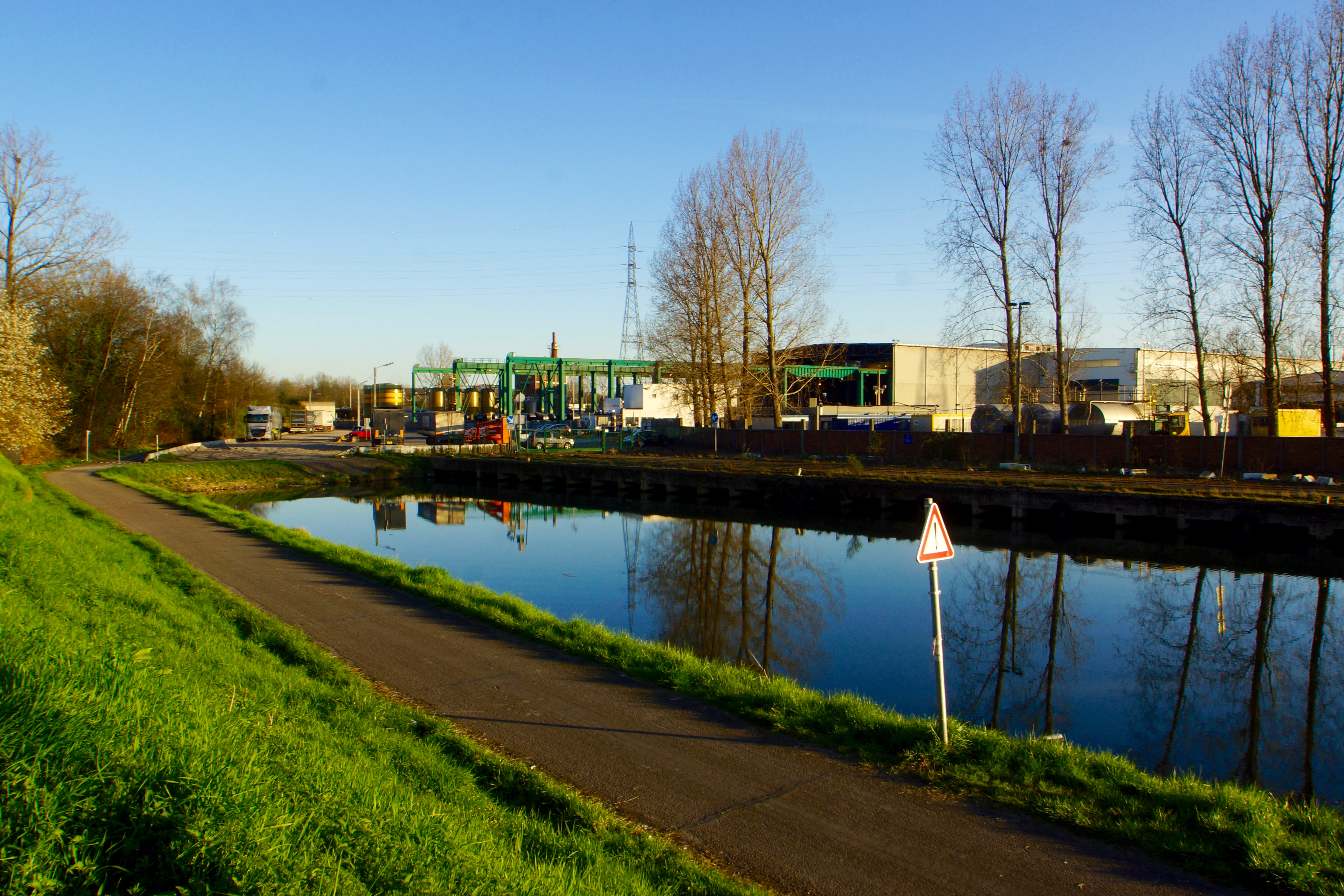
L'embranchement de La Croyère.

Le canal de Charleroi à Bruxelles, inauguré le 25 septembre 1832. Sur les instances des charbonnages, le gouvernement belge mit à l'étude le projet de travaux complémentaires, et décréta leur urgence par arrêté royal du 11 septembre 1833. Il s'agissait de la construction de deux embranchements entre le canal de Charleroi à Bruxelles et la grande route charbonnière du Rœulx à Chapelle-lez-Herlaimont. Leur point de départ est Seneffe. L'embranchement de l'ouest se subdivise lui-même en trois branches, qui existent toujours. La première aboutit à La Croyère ; elle devait être reliée à la chaussée par un chemin « à ornières de fer ». Les deux autres s'arrêtent à la chaussée susdite, à Houdeng-Gœgnies et à La Louvière. Commencés en 1833, ces deux embranchements furent achevés en 1839 et livrés à la navigation le 4 juillet 1839. Ils furent inaugurés à Seneffe le 5 août 1839 sous Léopold 1er.
Le canal du Centre, lui, fut décrété en 1877. Les difficultés rencontrées pour le réaliser furent telles qu’il  ne fut ouvert à la navigation qu’en août 1917, soit quarante années plus tard.

#### Le canal du Centre

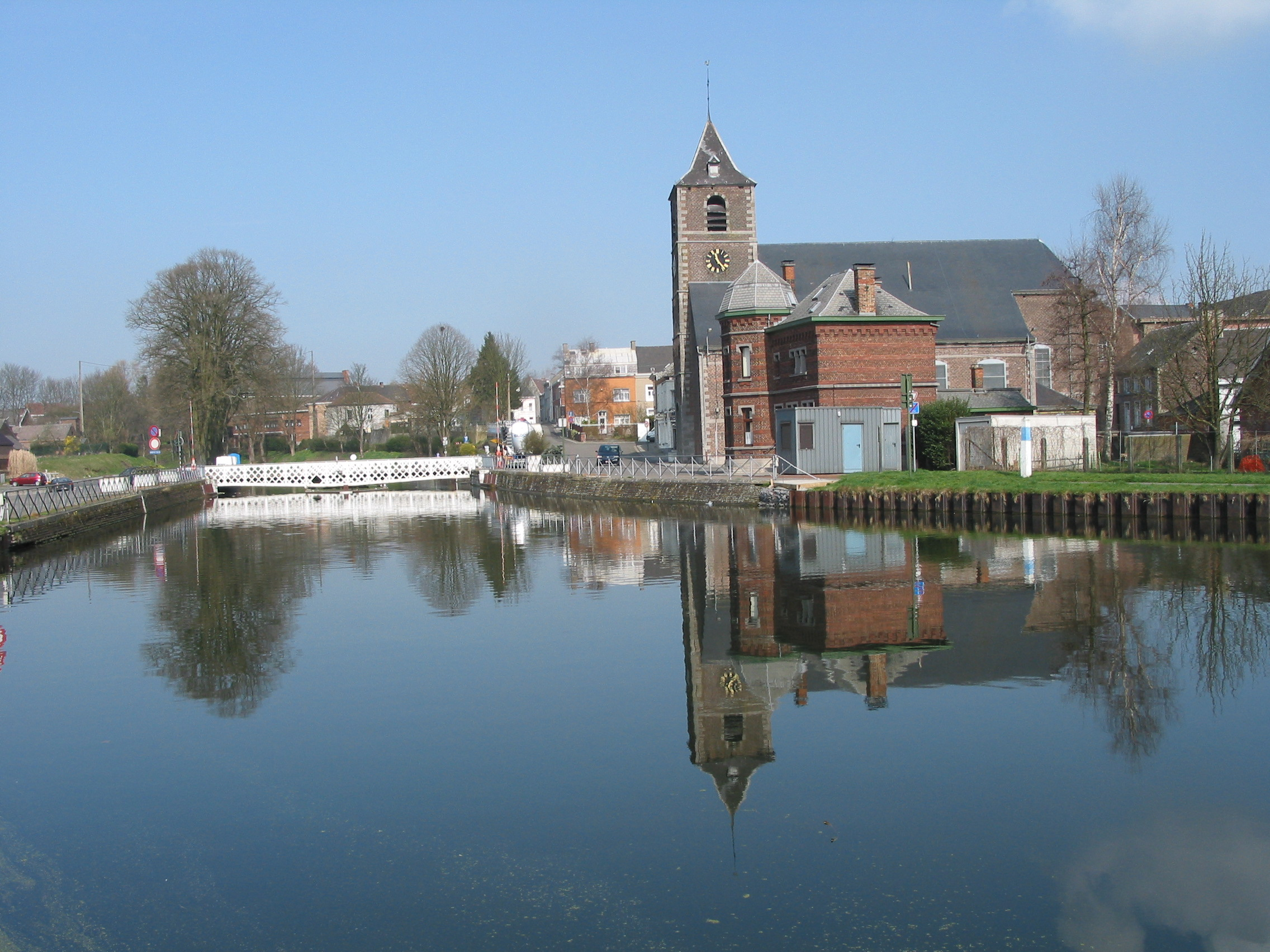
L'ancien canal du Centre à Houdeng-Aimeries.

La construction du canal du Centre fut décrétée en 1877 pour remédier à l'insuffisance des voies d'eau que les deux embranchements évoqués n'étaient pas parvenus à combler. En effet, bien avant que la construction d'un canal de jonction ne fût décrétée entre le Borinage et le Pays de Charleroi, l'on était frappé par l'isolement où se trouvaient les charbonnages de la région du Centre, laquelle n'est traversée par aucune rivière ne aucun fleuve navigable. Alors que Mons, par un canal à grande section, trouvait un exutoire vers l'Escaut ; alors que Charleroi, grâce à la Sambre et à la Meuse, évacuait sans peine son charbon et ses produits manufacturés, la région du Centre restait privée, elle, de moyens de communication et de transport vraiment efficaces. Les lignes ferrés, toujours onéreuses, ne pouvaient suffire à tout.
Le canal du Centre était conçu pour des péniches de 300 à 350 tonnes. Au lendemain de la Seconde Guerre mondiale se posait le problème de rassembler en un ensemble cohérent le réseau des voies navigables. Un plan d'aménagement fut mis au point, qui prévoyait notamment de porter au gabarit de 1 350 t le canal du Centre, maillon de la transversale qui relie Dunkerque à Liège en passant par Valenciennes, Mons, Charleroi et Namur. La loi du 9 mars 1957 déclarait d'intérêt national et urgent l'exécution des travaux de modernisation ou de la construction d'un ensemble de voies navigables à 1 350 t dont le canal Nimy-Blaton-Péronnes, le canal de Charleroi-Bruxelles et le canal du Centre. Mise en chantier au mois de juin 1963, la section de Nimy-Obourg, longue de 4,5 km, fut achevée en juin 1971. Elle comprenait l'écluse de Obourg à Wartons. Les travaux de la section Obourg-Havré furent exécutés entre mai 1970 et février 1977, y compris l'écluse d'Havré mise en service le 2 avril 1974.
Une écluse de jonction est mise en service en 1990 entre l'ancien et le nouveau canal, à Thieu près de l'ancien ascenseur no 4. Commencé en 1982 sur un terrain situé aux confins des communes de Strépy-Bracquegnies et de Thieu et inauguré le 30 août 2002, l'ascenseur funiculaire de Strépy-Thieux assura la translation de la première péniche et est inauguré en grande pompe. Actionné par l'énergie électrique, cet ascenseur de 117 m de haut remplace quatre ascenseurs hydrauliques et deux écluses et permet de franchir une dénivellation de 73 m en 6 minutes.
Les différences de niveaux sont rachetées par la construction de quatre ascenseurs hydrauliques, aujourd'hui classés patrimoine de l'humanité.

#### Routes
La Louvière se situe à 50 km au sud de la capitale Bruxelles, à environ 260 km au nord-est de Paris, à 90 km à l’est de Lille, à environ 160 km à l’ouest d’Aix-la-Chapelle, à 20 km à l’est de Mons et à 30 km au nord-ouest de Charleroi. La Louvière se situe au centre d’un carrefour autoroutier européen, notamment avec la E19 (Amsterdam-Anvers-Bruxelles-Paris) et E42 (Lille-Charleroi-Liège-Francfort-sur-le-Main).
La Louvière est contournée par la R54 dénommée le contournement de La Louvière. En 2017, un projet de contournement, depuis renommé boulevard Urbain, voit le jour a pour but de désengorger le centre-ville et de faciliter l'accès aux hôpitaux de la région depuis l'autoroute A501. L'ouverture de la route est prévue en 2025.

#### Chemin de fer

##### Le chemin de fer des anglais ou la ligne de La Louvière à l'Etoile-Bascoup.
Cette compagnie dénommée The Namur and Liège Railway Company with its extensions, avait été constituée à Londres en 1845.
Un arrêté royal du 20 juin 1845 lui accorde la concession pour l'exécution et l'exploitation des chemins de fer de Mons à Manage. Envisagée tout d'abord pour le seul transport des marchandises, cette ligne de Mons à Manage pouvait être fort utile également pour le transport des voyageurs. La construction d'une ligne à double voie, appropriée à l'un et à l'autre usage, fut décidée. Commencés le 11 mars 1846, les travaux furent entièrement terminés en 1849. Le 20 janvier 1848 toutefois, l'embranchement de La Louvière Bascoup était ouvert à la circulation. Cet embranchement avait son point de départ à La Louvière à l'actuelle rue du Gazomètre qu'il suivait jusqu'au pont de Bouvy et à la chaussée de l'Olive. Le 3 novembre 1849, la ligne est ouverte aux voyageurs.
La gare de Haine-Saint-Pierre était dénommée Baume par l'extension du hameau actuel de Baume qui primait dans la vie industrielle naissante. C’est vers 1922 seulement que la maisonnette portant l'inscription « Baume », située côté sud du souterrain actuel de Haine-Saint-Pierre, a été démolie. C'était la gare de Haine-Saint-Pierre. De Baume, la ligne continuait sur Mariemont où la station était sise sur l'emplacement actuel du restaurant Mairesse.

##### La Louvière-Sud
Le bâtiment a été construit en 1999.

Vue de la gare.
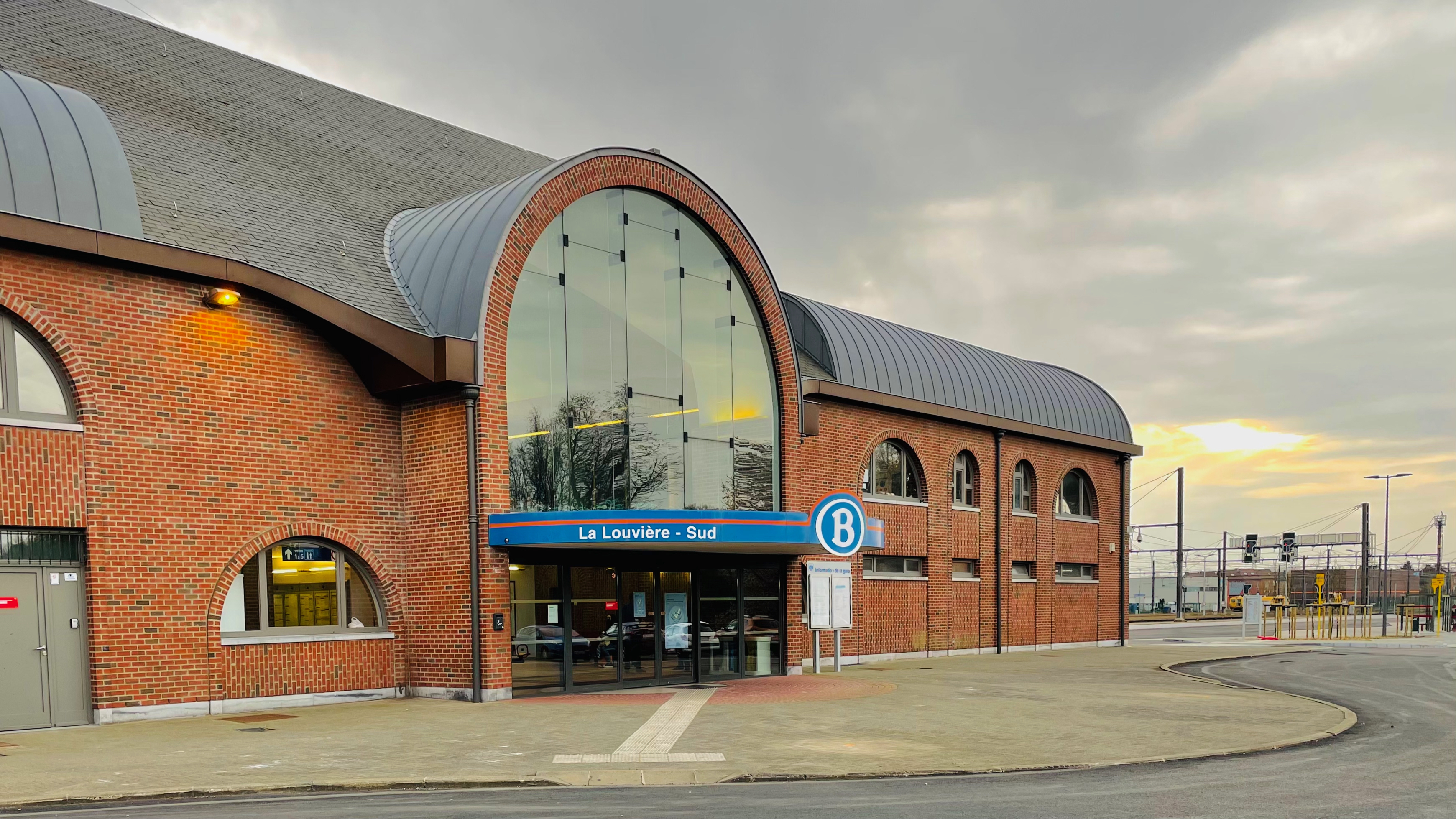
Vue de l'entrée de la gare.
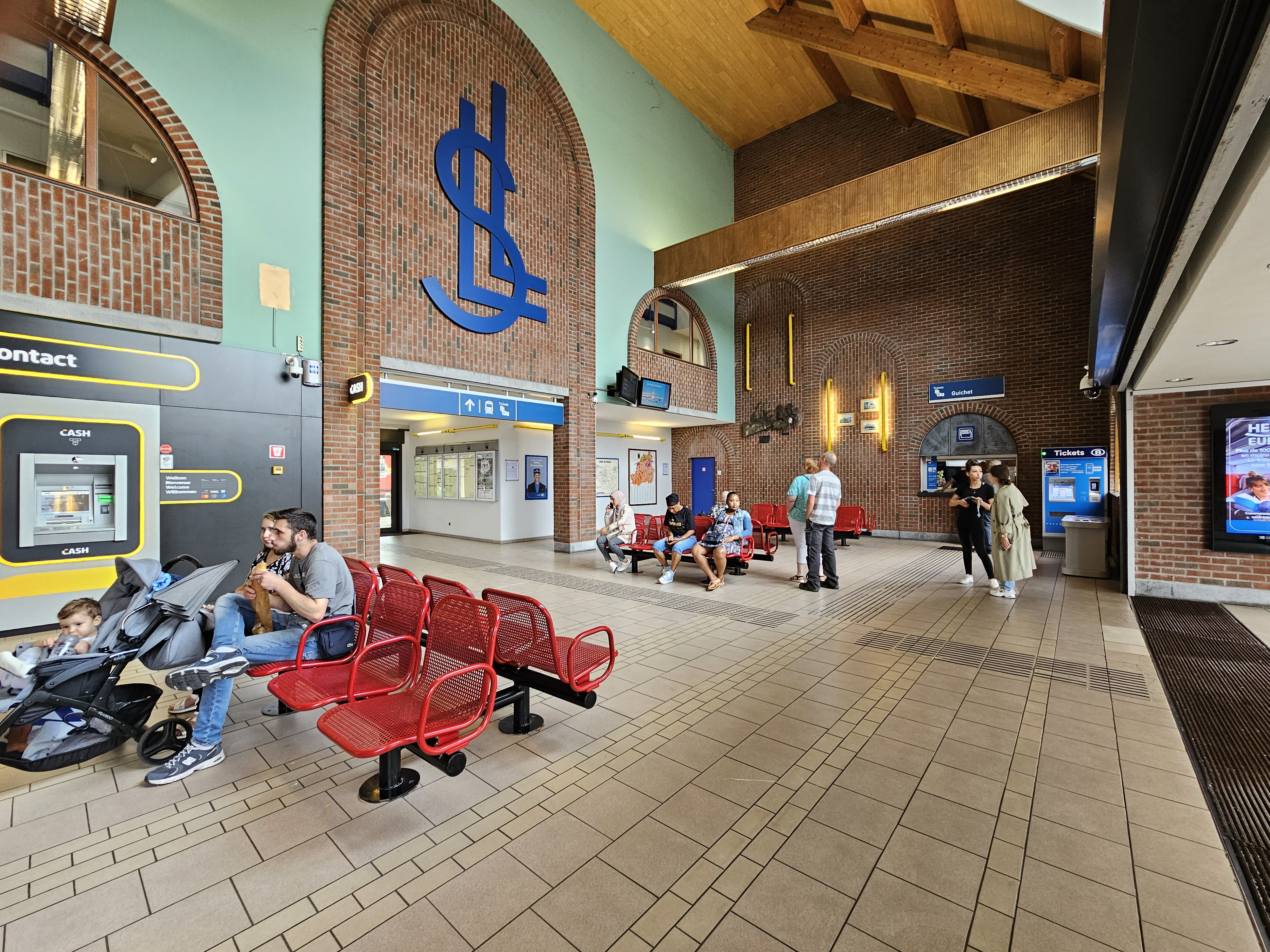
Le hall.

##### La Louvière-Centre
La première gare de La Louvière a été construite en 1851 en style néo-classique d'après les plans de l'architecte Payen. Au début du XXe siècle, la gare montre des signes évidents de vétusté. La nouvelle gare est construite en 1966 en style « Expo 58 »’’.

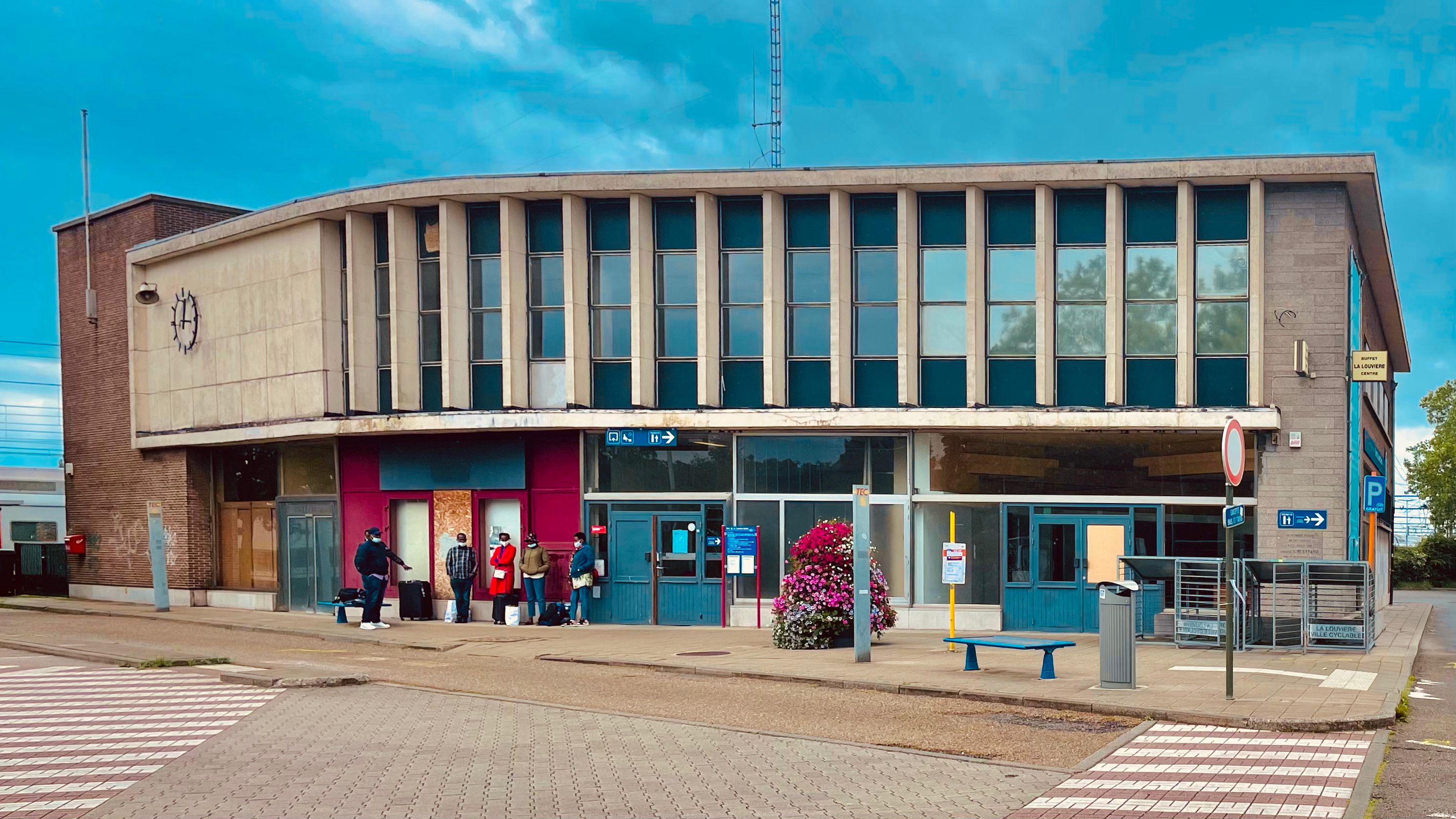
Vue du bâtiment construit en 1966.

#### Bus
La Louvière est sillonnée par les lignes des TEC Hainaut :
- ligne 23, Manage - SNCB - Familleureux - SNCB terminus partiel - Manage - SNCB - Seneffe - Centre ;
- ligne 25, Bois-d'Haine-Brique d'Or - Jolimont Hôpital terminus partie à Manage SNCB ;
- ligne 26, La Louvière Tivoli - Bois-d'Haine - Noir Cerisier terminus partiel à Manage SNCB Coq d'Inde terminus partiel ;
- ligne 30, Anderlues Monument - La Louvière Gendarmerie terminus partiel Strépy-Bracquegnies Pont Tournant - Thieu Ascenseur ;
- ligne 31, Thieu - La Louvière ;
- ligne 32, Maurage Cité Marie-José - Le Rœulx Centre ;
- ligne 33, Manage - La Louvière - Besonrieux - Familleureux ;
- ligne 35, Manage - Jolimont - La Louvière-Bois d'Haine;
- ligne 36, Seneffe - Manage - Haine-Saint-Pierre - La Louvière-Tivoli ;
- ligne 37, Houdeng-Aimeries - La Louvière ;
- ligne 38, La Louvière - Trivières ;
- ligne 40, La Louvière - Houdeng-Gœgnies ;
- ligne 82, Mons - Trazegnies ;
- ligne 84, Chapelle-lez-Herlaimont Cité - La Louvière ;
- ligne 85, Maurage - La Louvière ;
- ligne 107, Jolimont - Écaussinnes terminus partiel - Braine-le-Comte;
- ligne 133, La Louvière via Binche ;
- ligne 134, Jolimont - Soignies ;
- ligne 136, Anderlues - La Hestre ;
- ligne 167, La Louvière - Jolimont - Luttre - La Louvière - Godarville - Chapelle - Pont-à-Celles ;
- ligne 822, Maurage - Morlanwelz.

### Commerces

#### Centres commerciaux

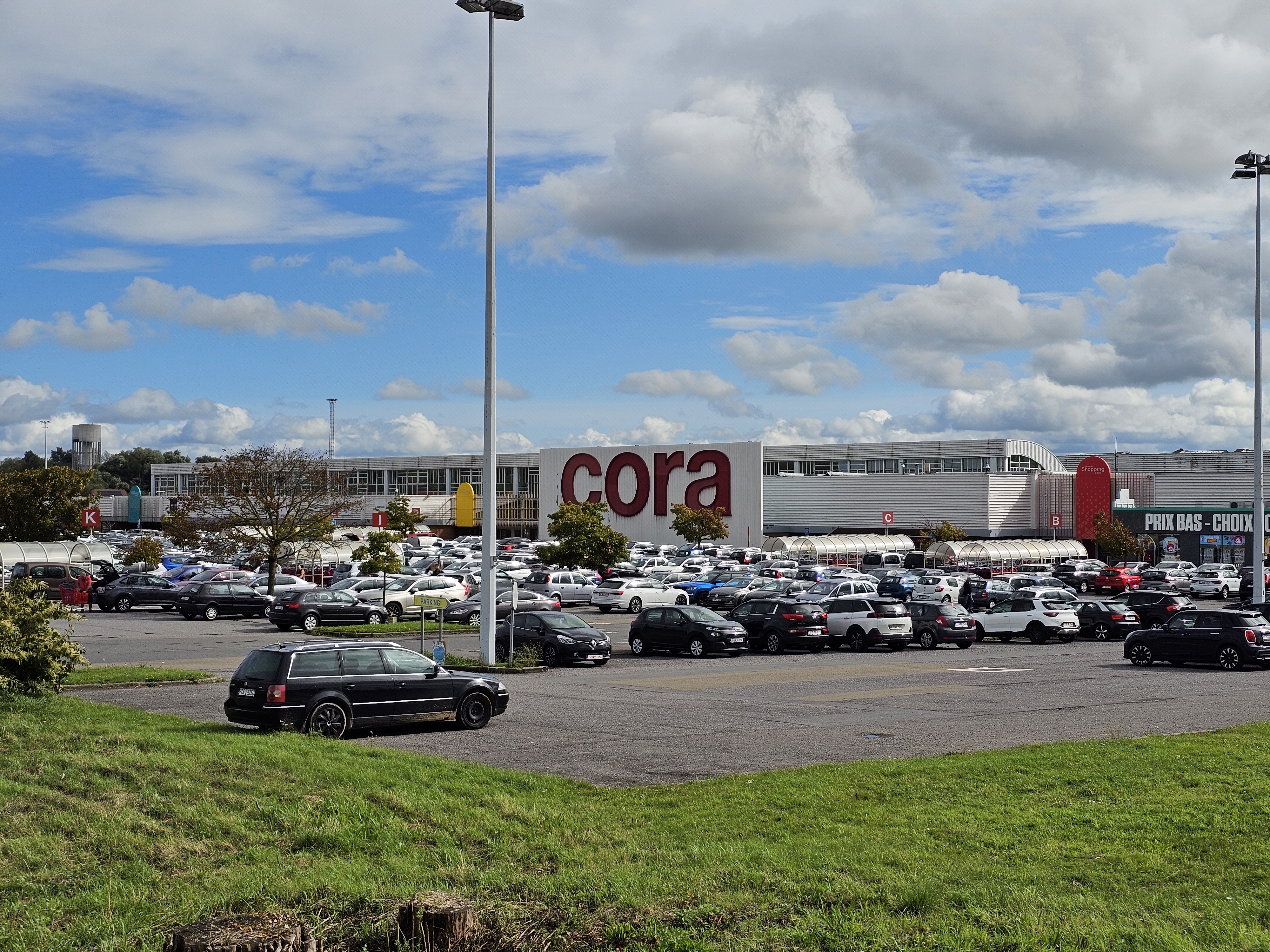
Le centre commercial Cora.

- Le centre commercial Cora.Shopping Cora, ouvert ses portes le 17 décembre 1970[145]. Ce centre commercial possède 60 boutiques et restaurants[146].
- La Strada. C'était un projet d'un complexe commercial de 38 000 m2 pouvant accueillir 90 enseignes sur le site des anciennes faïenceries Boch et d'un pôle de logement de 600 appartements[147]. Cependant, le projet a rencontré de nombreux obstacles et retards. Initialement prévu pour ouvrir en 2017[148], il a été gelé à plusieurs reprises en raison de litiges financiers et de tensions entre le promoteur et la ville[149]. En 2021, le conseil communal a finalement mis un terme définitif au projet[150].

### Santé

#### Hôpitaux
- Centre Hospitalier Universitaire de Tivoli.
- Pôle hospitalier Jolimont, Hôpital de La Louvière, faisant partie du groupe HELORA à Haine-Saint-Paul.

#### Maisons de repos
- Résidence service Le Laetare, rue du Moulin.
- Maison de repos La Séniorie de Longtain, rue des Rentiers.

## Loisirs

### Parcs
- Parc communal Warocqué. Vers 1891, les édiles louviérois conçurent une idée de créer un projet de parc public. Ils envisagèrent la création, par la même occasion, d'un nouveau quartier derrière l'église. Les démarches furent faites auprès de M. Warocqué et Mme Vve Félicien Waucquez aux fins d'obtenir le terrain nécessaire pour la réalisation de ce projet. Les plantations furent effectuées, en 1895-1896, d'après les plans dressées par M. Victor Gaudier, architecte à Houdeng-Aimeries[151].
- Parc Gilson.
- Parc Boël.
- Domaine de La Louve à Saint-Vaast. Comprenant des essences d'arbres provenant des continents américain, africain et asiatique dont certains qui sont rares comme l'érable à sucre et le tilleul argenté[152].

### Cinéma
- Le Stuart.

### Musique
- Conservatoire de La Louvière.

### Sports
- Football : Union royale La Louvière Centre (URLC) et Royale Association athlétique louviéroise (RAAL).
- Football américain : La Louvière Wolves.
- Hockey sur gazon : Royal La Louvière Hockey Club.
- Judo : Ippon La Louvière.
- Athlétisme : Le Royal Athlétique Club Louviérois.
- Basketball : Basket Club Arts et Métiers.

#### Infrastructures sportives

Stade communal de Tivoli.

- Piscine : le Point d'eau. Inaugurée en 2008[153],[154],[155], en remplacement de la piscine construite en 1956 à la rue Joseph Toisoul[74].
- La Maison du Sport de La Louvière.
- Stade du Tivoli. Construit en 1972, dessiné par l'architecte Robert Charles, le stade contient un terrain de football ceinturé d'une piste d'athlétisme et des tribunes pouvant accueillir 17 000 spectateurs. Le stade a été rénové entre 2003 et 2005[74].
- Hall omnisports de Bouvy.
- L'Easi Arena, le nouveau stade de la RAAL, il a été construit en 14 mois et inauguré le 28 juin 2025 comprenant 8000 places[156].

## Personnalités liées à la ville

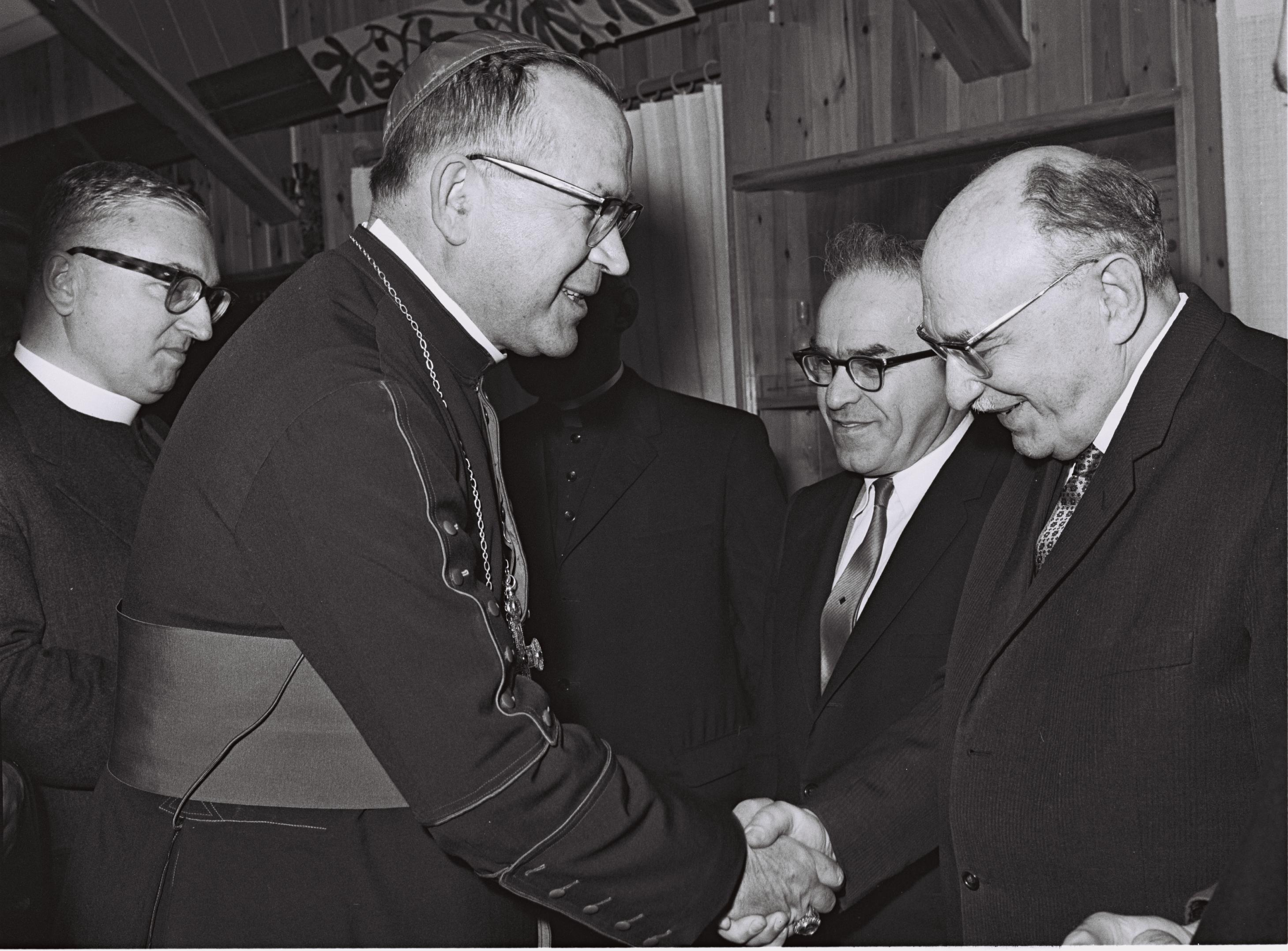
L'archevêque Maurice Baudoux.

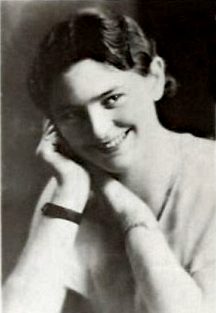
Marguerite Bervoets.

- Max Alexys, musicien et chef d'orchestre.
- Zénon Bacq, radiobiologiste.
- André Balthazar, poète, éditeur et enseignant.
- Maurice Baudoux, évêque émigré au Canada.
- Marguerite Bervoets, poétesse et résistante.
- Madeleine Biefnot, poétesse et égérie des surréalistes louviéroise.
- Anna Boch, artiste peintre.
- Eugène Boch, artiste peintre.
- Corinne Boulangier, présentatrice télé.
- Lise Burion, journaliste sportive[157].
- Pol Bury, peintre et sculpteur.
- Achille Chavée, poète.
- Salvatore Curaba, footballeur et entrepreneur.
- Jules Derideau, échevin et député permanent de La Louvière, qui coûta à Charles Nicaise son poste de bourgmestre entre 1869 et 1872.
- Marie Derscheid, médecin et féministe.
- Franco Dragone, metteur en scène.
- Marcel Dusaussois, artiste peintre et poète, membre du groupe d'artistes louviérois Tendances contemporaines[158].
- Maurice Grevisse, grammairien, auteur de la grammaire de référence Le Bon Usage.
- Eden Hazard, footballeur.
- Thorgan Hazard, footballeur évoluant au Borussia Dortmund .
- Kylian Hazard, footballeur évoluant au RWD Molenbeek .
- Yvonne Herman, poétesse.
- Jean-Jacques, comédien.
- Jimmy Labeeu, vidéaste et humoriste.
- Olivier Leborgne, humoriste.
- Paul Leduc, artiste peintre.
- Fernand Liénaux, artiste peintre.
- Jean Louvet, dramaturge.
- Maxime Mandrake, magicien et illusionniste[159].
- Daniel Pelletti, artiste peintre.
- Silvio Proto, footballeur.
- Michel Schetter, auteur de bandes dessinées, peintre et illustrateur.
- Enzo Scifo, footballeur.
- Albert Valentin, scénariste et réalisateur.
- Charline Vanhoenacker, animatrice radio et humoriste.
- Jeanne Vercheval-Vervoort, militante féministe.
- Liliane Vincent, comédienne.
- Ruddy Walem, athlète.
- Dominique Costermans, écrivaine.
- Gustave Wallet dit Taf Wallet, peintre.